# コメダ
株式会社コメダは、愛知県名古屋市に本社を置く、喫茶店チェーン・珈琲所コメダ珈琲店などを展開している日本の企業である。本項では持株会社である株式会社コメダホールディングスについても記述する。

## 概要

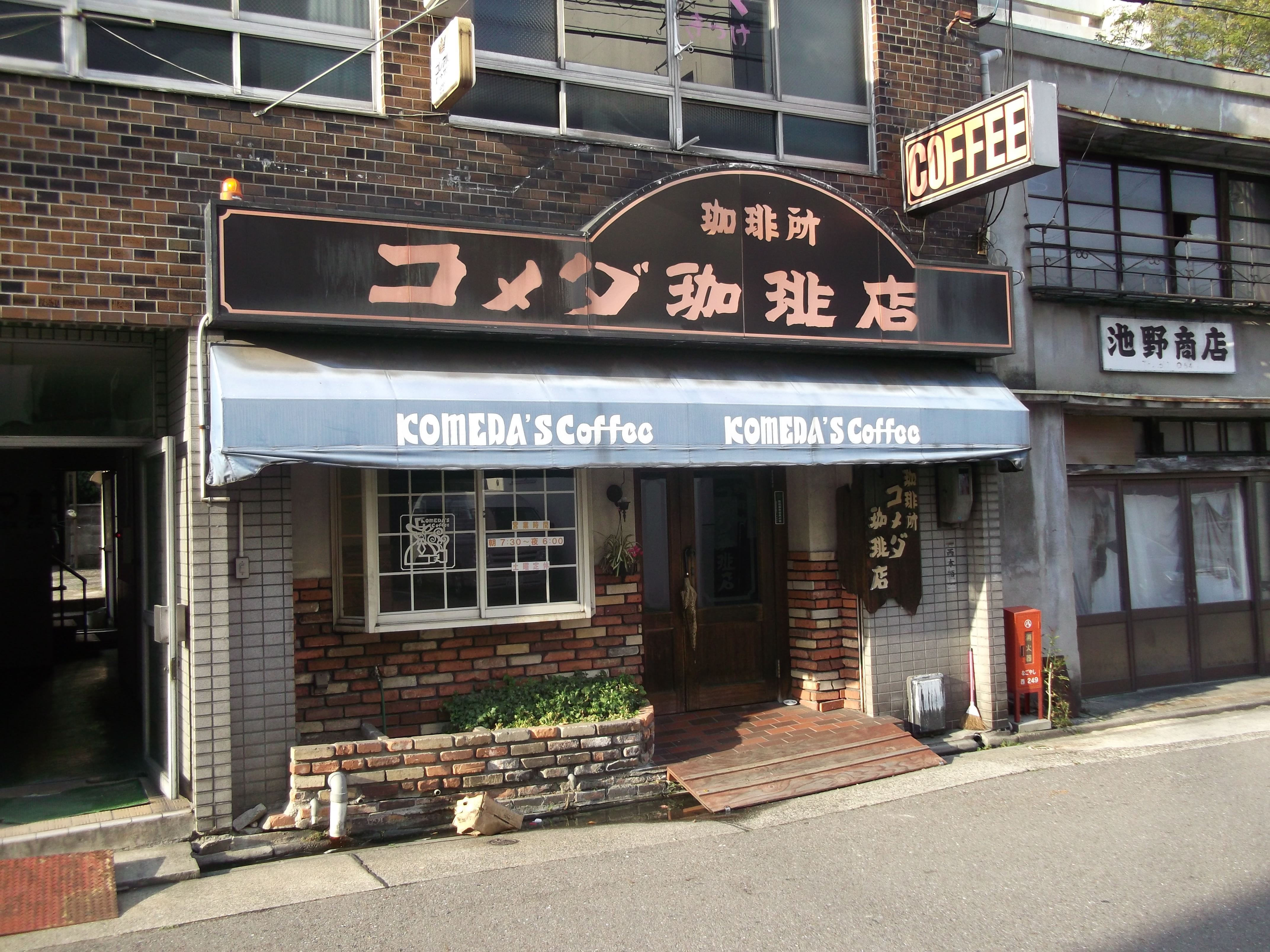
創業店舗の菊井店（2014年3月31日閉業・同年4月撮影）

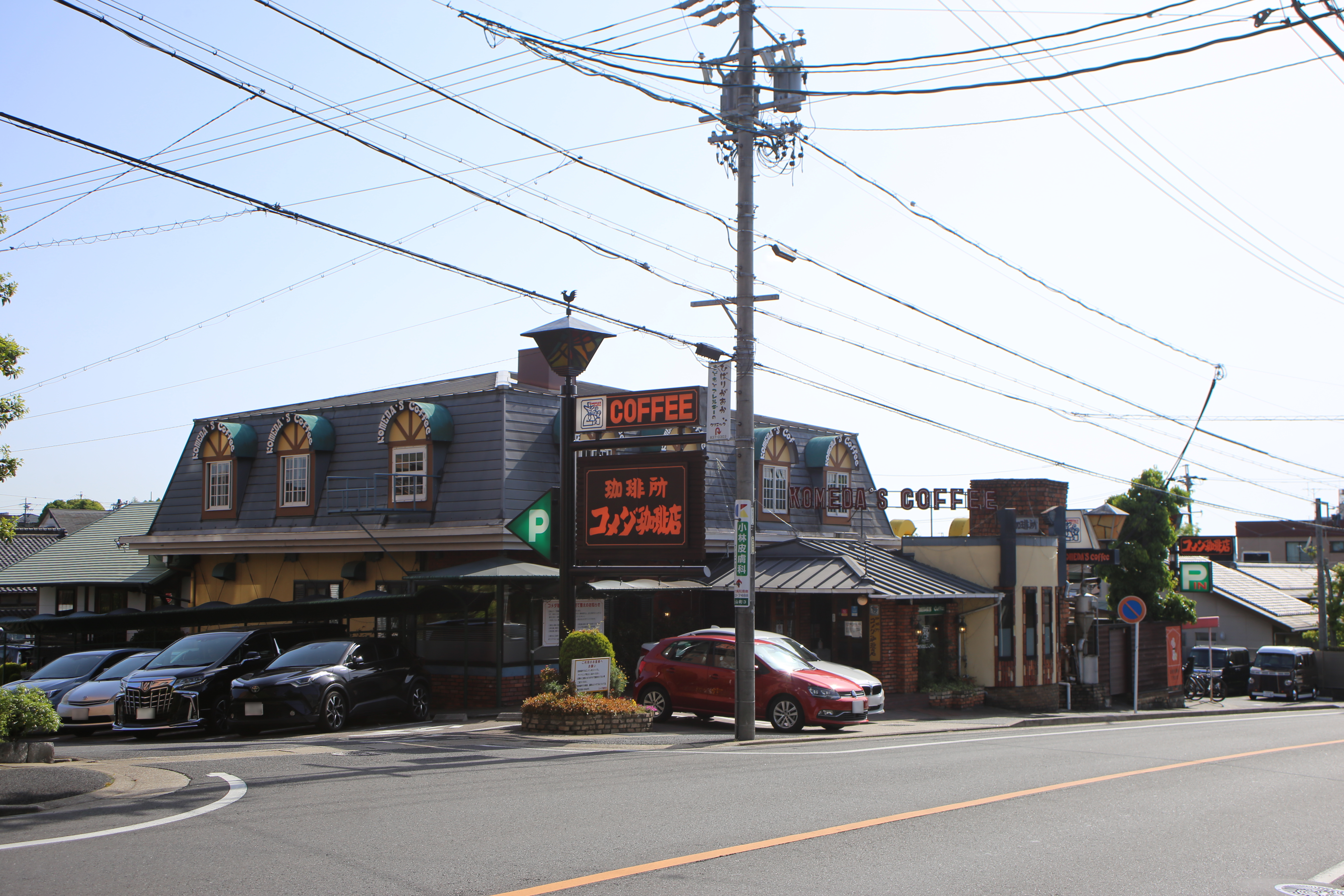
建て替え前の本店（2022年4月撮影）

創業者である加藤太郎は、名古屋市瑞穂区牛巻にて経営していた飲食店「ボンヌ」を閉業して、1968年2月 に西区那古野二丁目の菊井ビルにて個人経営で「コメダ珈琲店」の営業を開始した。「コメダ」の名称は創業者の家業が米屋で、「コメ屋の太郎」に因んでいる。1970年からボランタリー、のちにフランチャイズ展開を開始し、1975年8月に法人として株式会社コメダ珈琲店を設立。1993年4月にフランチャイズチェーン運営を目的として株式会社コメダを設立した。コメダ珈琲店のフランチャイズ展開を推し進める一方で、さまざまな実験店舗も展開している。
2014年11月28日に株式会社コメダを株式移転完全子会社とする単独株式移転により、持株会社である株式会社コメダホールディングス（コメダHD）が設立されている。2016年6月29日にコメダHDが東京証券取引所市場第一部に上場した。
2024年2月末現在、『珈琲所コメダ珈琲店』1004店舗と、和風喫茶の『おかげ庵』13店舗を展開している。更に新しい業務形態として、ベーカリー型店舗『BAKERY ADEMOK』を3店舗、新業態の喫茶店『KOMEDA is □』（コメダイズ）を1店舗、『大餡吉日』を1店舗、『La Vinotheque』を1店舗それぞれ展開している。
過去に、『お好み焼 たこや』と『高級喫茶 吉茶』をコメダ珈琲店本店の近くで展開していたが、いずれも閉業した。また、コメダ初のセルフサービス型店舗『コメダスタンド』 を展開していたが、2020年8月末までに閉店している。オリジナルのコッペパンを販売する『コメダ謹製やわらかシロコッペ』も2021年内に閉店した。

### M&A
2025年3月1日、シンガポールの「POON RESOURCES PTE.LTD.」の発行済株式70％を取得した。

## 沿革
- 1968年2月[7] - 創業者・加藤太郎が名古屋市西区に「コメダ珈琲店」を開店[8]
- 1970年2月[14] - 名古屋市中村区にてボランタリーチェーン1号店を開業。後にフランチャイズチェーン展開へ移行する[7]
- 1972年11月7日 - 4店舗目に高岳店が開業[15]
- 1973年 - 5店舗目に今池店が開業[16]
- 1975年8月 - 株式会社コメダ珈琲店を設立[2]
- 1977年2月 - コメダ珈琲店 石川橋店（後の本店）がオープン[注 1]
- 1993年4月 - 株式会社コメダ（旧コメダ①）を設立。フランチャイズ展開を本格化。この時点でのフランチャイズ加盟店85店舗[注 2]
- 1999年2月 - 「甘味喫茶 おかげ」を開業（後に「甘味喫茶 おかげ庵」と改称）
- 2001年8月 - 本社を名古屋市瑞穂区上山町から現住所に移転
- 2005年2月 - 高級喫茶「吉茶」をオープン
- 2008年
  - 4月 - アドバンテッジ パートナーズLLPがサービスを提供するファンドが出資する、株式会社AP11に事業承継（出資比率78%）[17]
  - 5月 - ポッカコーポレーションが同年4月25日付けで株式会社AP11に12%出資したと発表[18]
- 2009年3月 - 株式会社AP11が、株式会社コメダ（旧コメダ①）、株式会社セントラルコメダ、株式会社尾張セントラルコメダ、株式会社コメダグリーン、コメダ不動産開発の5社を吸収合併し、株式会社コメダ（旧コメダ②）に商号変更
- 2011年3月 - 国内400店舗を達成
- 2013年
  - 2月 - 株式会社AP11及びポッカサッポロフード&ビバレッジが所有する株式を、アジア系投資ファンドのMBKパートナーズ（英語版）が出資する株式会社MBKP3に譲渡し事業承継[19][20][21]。
  - 2月28日 - 高級喫茶「吉茶」閉店
  - 3月 - 国内500店舗を達成
  - 6月1日 - 株式会社MBKP3が株式会社コメダ、株式会社フランスパンを吸収合併し、株式会社コメダに商号変更[22]
- 2014年
  - 3月31日 - 創業第1号店だった菊井店が入居ビルの老朽化による解体のため閉業[8][23][注 3]
  - 10月 - 国内600店舗を達成
  - 11月 - 単独株式移転により株式会社コメダの完全親会社として持株会社・株式会社コメダホールディングスを設立
- 2015年4月1日 - 専用プリペイドカード「KOMECA（コメカ）」を直営10店舗で取り扱い開始[24]
- 2016年
  - 4月 - 中華人民共和国に海外第1号店である上海市に濾南公路店をオープン
  - 6月29日 - 株式会社コメダホールディングスが東京証券取引所市場第一部に株式を上場
  - 7月15日 - 従来とは異なる取り組みの実験店舗として、渋谷宮益坂上店を開業。
  - 8月 - 国内700店舗を達成
  - 12月19日 - 株式会社コメダホールディングスが名古屋証券取引所市場第1部に株式を上場[25]
- 2017年
  - 1月24日 - 「おかげ庵」が関東地方に初出店[26]
- 2018年
  - 2月28日 - 台湾初の店舗として台北市中山区に南京建國店をプレオープン（4月17日グランドオープン）[27]
  - 7月 - 国内800店舗を達成
- 2019年
  - 6月7日 - 青森県第1号店開店。これにより日本国内全都道府県への出店を完了[28]
  - 6月12日 - コメダホールディングスと三菱商事が資本業務提携[29][30][31]
  - 7月 - 台湾初のFC店舗として台北に敦南信義店を開店
  - 10月29日 - 石窯パン工房「ADEMOK」南風原店をオープン[32]（後に「BAKERY ADEMOK」に改称）
- 2020年
  - 7月15日 - 「KOMEDA is □（コメダイズ）」東銀座店をオープン
- 2022年
  - 3月 - インドネシアに子会社のPT KOMEDA COFFEE INDONESIAを設立
  - 4月15日 - 大判焼きのテイクアウト専門店「大餡吉日（だいあんきちじつ）」を名古屋市にオープン
  - 8月31日 - 開業から45年を経過した本店が、建物の老朽化による建て替えのため翌日より一時休業。10月7日より新築店舗で営業開始
  - 10月21日 - 香港初のFC店舗として九龍紅磡にイオンスタイル黄埔店をオープン[33]
  - 11月7日 - 高岳店開業50周年
- 2023年
  - 1月21日 - 東南アジア初の店舗としてインドネシアのバリ島にコメダ珈琲店 DEWI SRI-KUTA-BARI ISLAND店をオープン[34]
  - 2月20日 - 名古屋市瑞穂区のコメダ珈琲店本店に隣接して「おかげ庵」本店を開業[35]
  - 7月 - 国内外店舗数が1000店舗を突破

## コメダ珈琲店
『珈琲所 コメダ珈琲店』(コーヒーどころ コメダコーヒーてん）は、同社が展開している喫茶店チェーンであり、主力業態の一つである。
店舗は愛知県を中心に1004店舗（2024年2月末現在）を展開しているが、直営店舗は28店舗のみ（2023年12月15日現在）で、現地のフランチャイズ会社に委託する形態が主である。また、ドミナント的な店舗展開を行っているのも特徴である。長年東海地方のみで店舗展開を行ってきたが、2003年の関東地方を皮切りに全国展開を始め、2019年6月7日の青森県1号店オープンにより全都道府県への出店を達成した。2016年4月には中華人民共和国上海市に海外第1号店をオープンした。
2012年には公益財団法人日本生産性本部サービス産業生産性協議会による顧客満足度調査において「カフェ」部門の第1位を獲得している。

### 特徴
サービスは基本的には統一されているが、厳密なマニュアルがあるわけではない。本部による最低限の指導は行われているものの、オーナーの裁量となる部分が大きいので、メニューやサービスなどが店舗や地域によって多少異なることがある。
店の目印は黒地にオレンジ色の文字の看板である。これは日展評議員でもある書家の樽本樹邨が書いたもので、創業者が樽本の教え子だった関係で依頼されたものである。なお、コメダのマークのおじさんは、常連のデザイン学校生から依頼されて誕生したもので、「中世のヨーロッパの紳士がコーヒーを飲んでいる姿」をデザインしたものである。
内装は木材や漆喰、レンガを多用している。椅子も木製である。これは店内を一望した時に、視野に占める木肌の比率（木視率）が4割以上だと人間が落ち着きを感じるという建築業界の経験則に基づいている。客の開放的な気分とプライバシーを両立できるよう、天井とパーティションを高めに設計し、普段の生活の延長として来店する常連客を増やす戦略をとっている。
基本的に一部を除きコーヒーを店舗では抽出せず、自社工場で抽出したものを配達して加熱して提供しているため、店舗による味のバラ付きは最低限に抑えられている。これにより厨房スペースなども抑えて効率をあげているという。パンも一部地域を除いて自社製造のものが提供されている。
郊外店舗には広い駐車場が付属していることが多く、店内はログハウス調のゆったりとした作りで、自由に読める雑誌や新聞が店内に多数用意されている。コーヒーそのものの味を楽しむことを主眼に置いた最近のカフェ店スタイルとは違い、昔ながらの喫茶店に近い雰囲気といえる。
店では中京式とも言われるサービスを提供している。開店から午前11時まではドリンクを注文すると追加料金なしでトーストとゆで卵かタマゴサラダか小倉あんが付くモーニングサービスを提供しており、それ以外の時間にコーヒー等のドリンク類を注文すると豆菓子などのお茶菓子がおまけでついてくる。ちなみにコメダの本拠地である中京地方は全国屈指の喫茶店激戦区であるため、こういったサービスは珍しくない（詳細はモーニングサービスを参照）。また、コーヒーチケット（発行店のみ有効の前売り回数券）を導入しており、チケットのみで20種類の商品から選択して注文可能であるほか、コーヒーチケット+100円で「たっぷりサイズ」「コメ黒」「プレミアムコーヒー Sophia（ソフィア）」「瑞（ホット・アイス）」を注文することができる。
なお、創業者の実家が米屋なのにもかかわらず、一般的な喫茶店（カフェスタイルの店は除く）としては珍しくカレーライスやピラフといった米飯メニューが存在しない。
コーヒーカップ及びソーサーは有田焼で製作されている。店舗によっては、美濃焼のものや全く別の職人によるものも存在する。

### メニュー

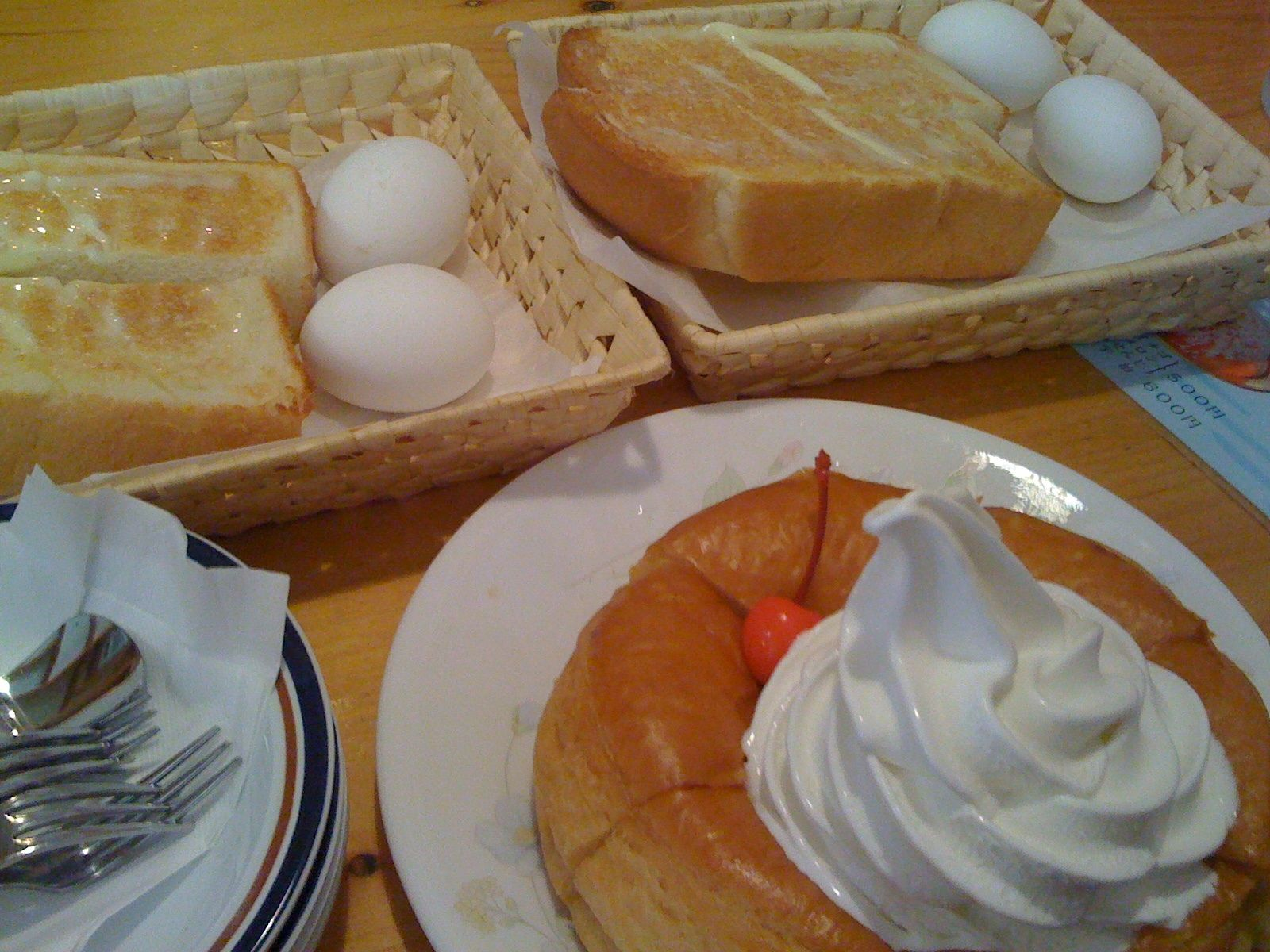
モーニングとシロノワール

開業当初からの独特のスタイルを守り続けている一方、ユニークなメニューを発明し提供している。

#### コーヒー（ホット）
- コメダブレンド

主力商品の一つ。2019年9月末日まで名称は、「ブレンドコーヒー」だった。
高岳店では「ブレンドコーヒー」として取り扱われており、注文後に挽いた豆で淹れるコーヒーとなっている。

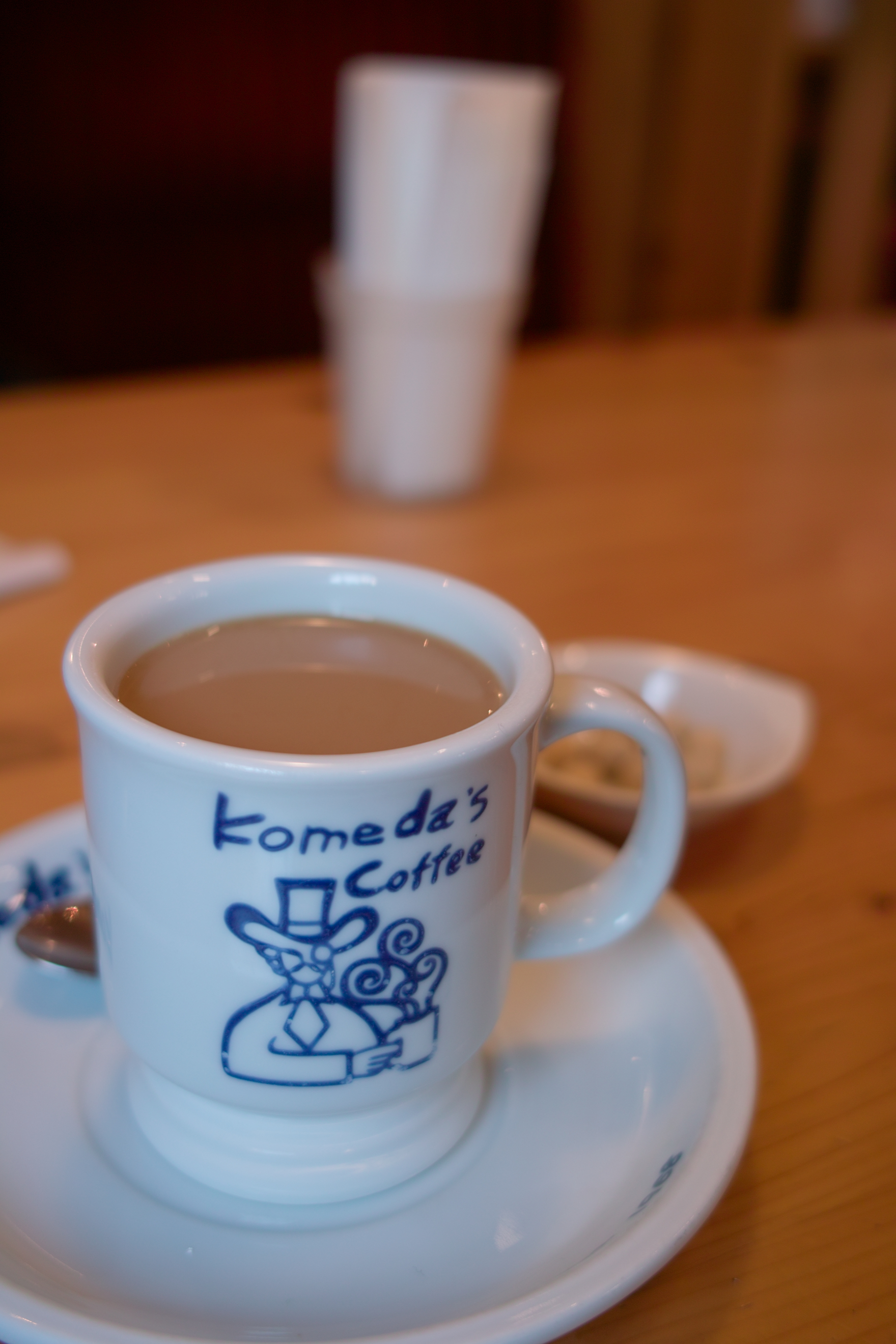
アメリカンコーヒー
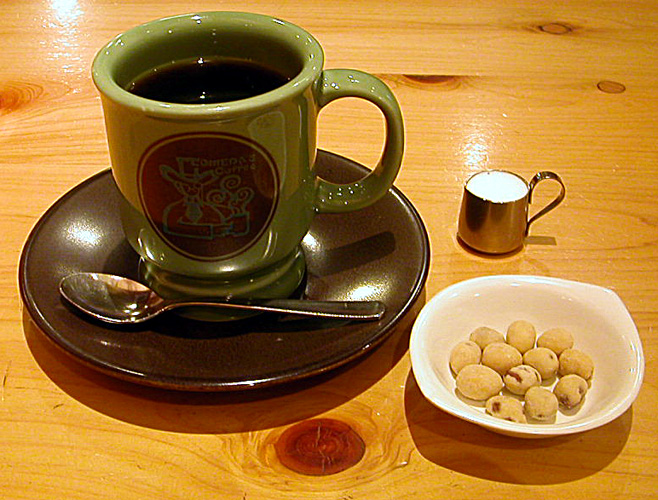
アメリカンコーヒーと豆菓子

- カフェオーレ
- ミルクコーヒー

かつての名称は「モーニングカップ」だった。
- ミルクコーヒー
- ウインナーコーヒー
- カフェインレスコーヒー
- コメ黒

- ブレンドコーヒー
- アメリカンコーヒーと豆菓子

#### コーヒー（アイス）
- アイスコーヒー

最初からガムシロップが入っている店舗が多い。
- アイスオーレ
- アイスミルクコーヒー

かつての名称は「アイスモーニング」だった。
- アイスウインナー
- 蜂蜜アイスコーヒー
- クリームコーヒー

ソフトクリームをのせたアイスコーヒー。ソフトクリームは、コメダにおいては様々な形で応用される。
- クリームオーレ
- 金のアイスコーヒー
- カフェインレスアイスコーヒー

一部のコーヒーには、レギュラーサイズを約1.5倍増量した、たっぷりサイズも存在する。

#### デザート

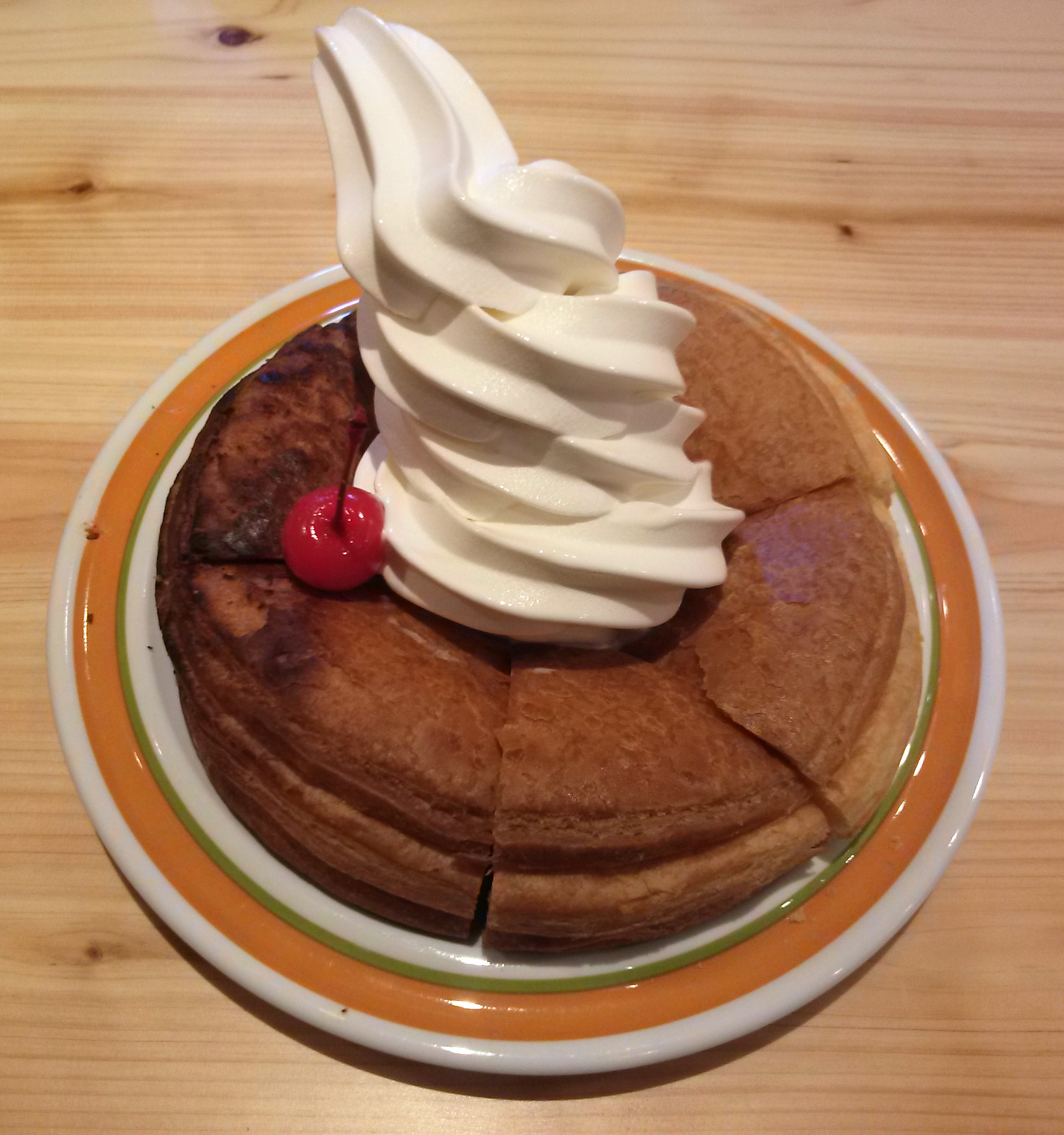
シロノワール
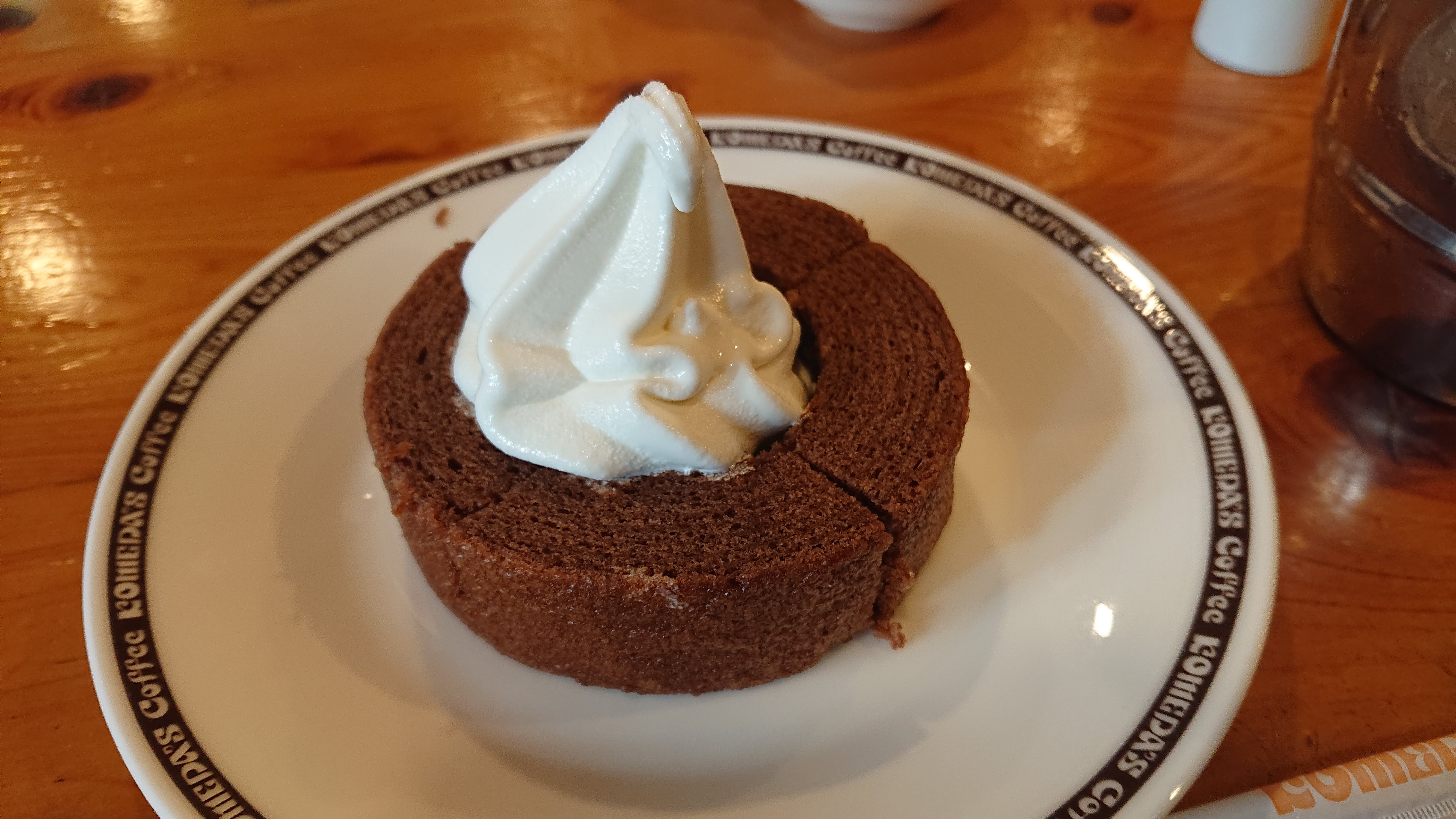
クロネージュ

温かく甘口のデニッシュの上にソフトクリームを載せた軽食兼デザートでコメダの名物。別途シロップが添えられ、好みで加えて食する。
名前の由来は日本語の白（「シロ」）とフランス語で黒を意味する「ノワール」を組み合わせたもので、冷えた白いソフトクリームと温めた黒っぽいデニッシュという対極の組み合わせになぞらえて付けられたものである。
ミニサイズも存在する。
期間限定、季節限定のフレーバーが販売されることがある。期間限定のシロノワール参照。
- クロネージュ
- ソフトクリーム
- 珈琲ジェリー

新商品として発売時の名称は「コメダ珈琲ジェリー」だった。
- シロノワール
- クロネージュ

#### スナック類
特製サンドとハンバーガー、トーストを指す。
- ドミグラスバーガー
- フィッシュフライバーガー

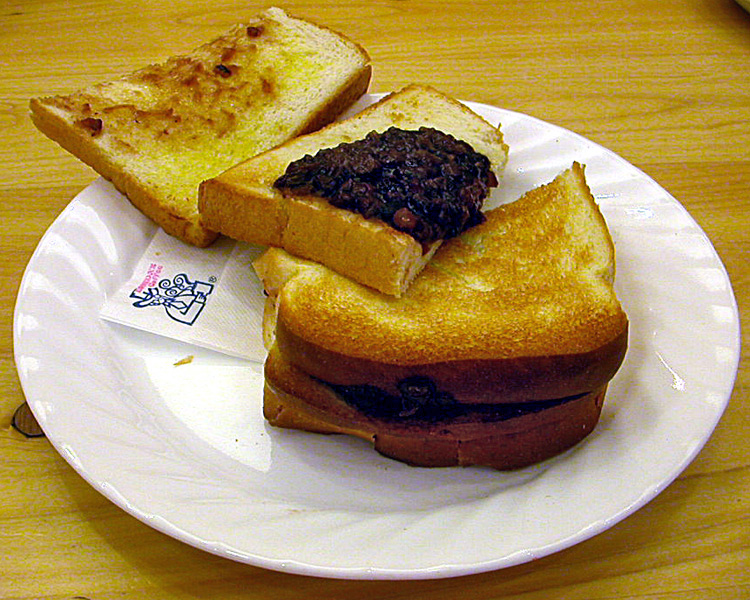
小倉トースト
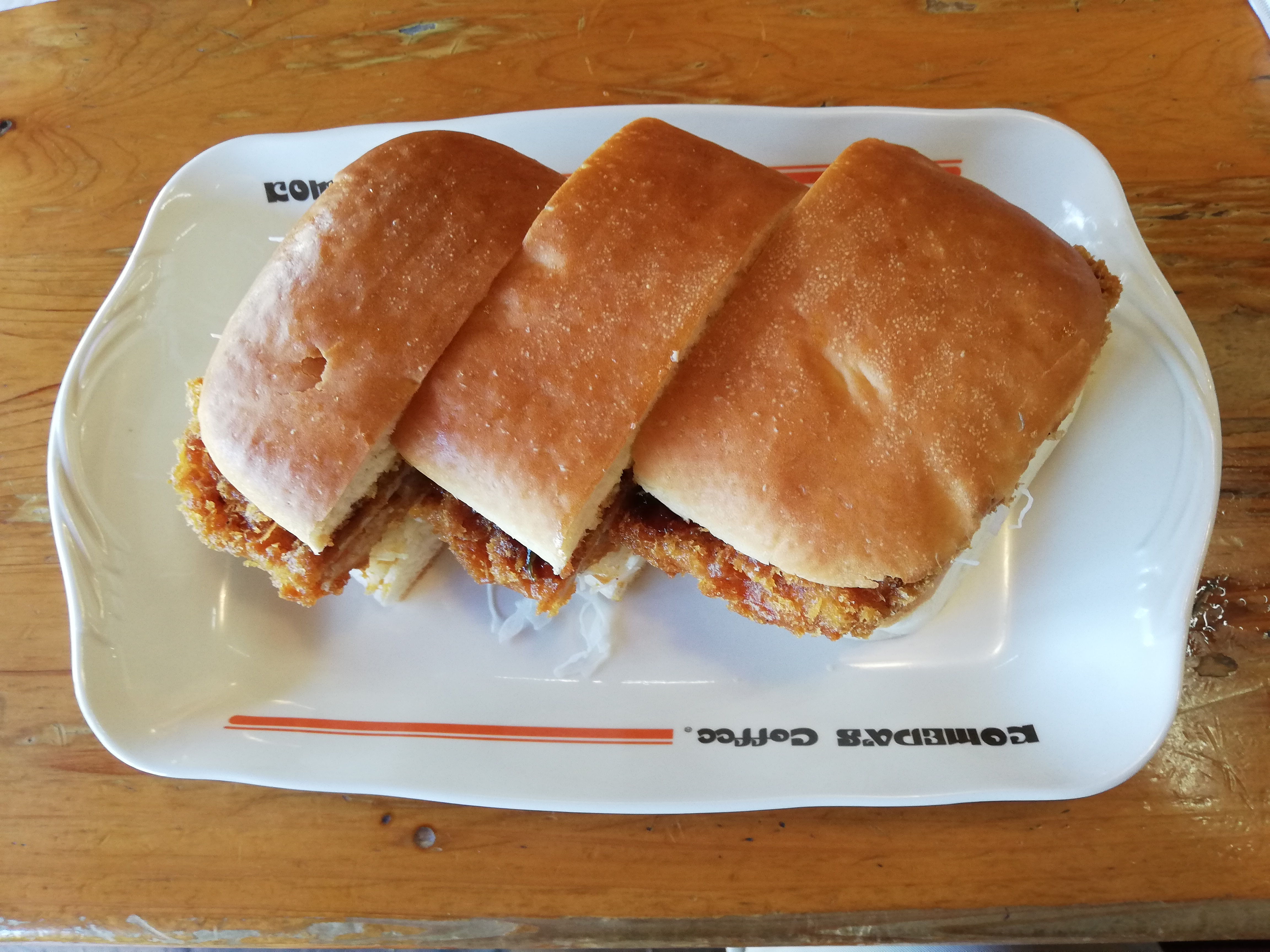
エッグサンド
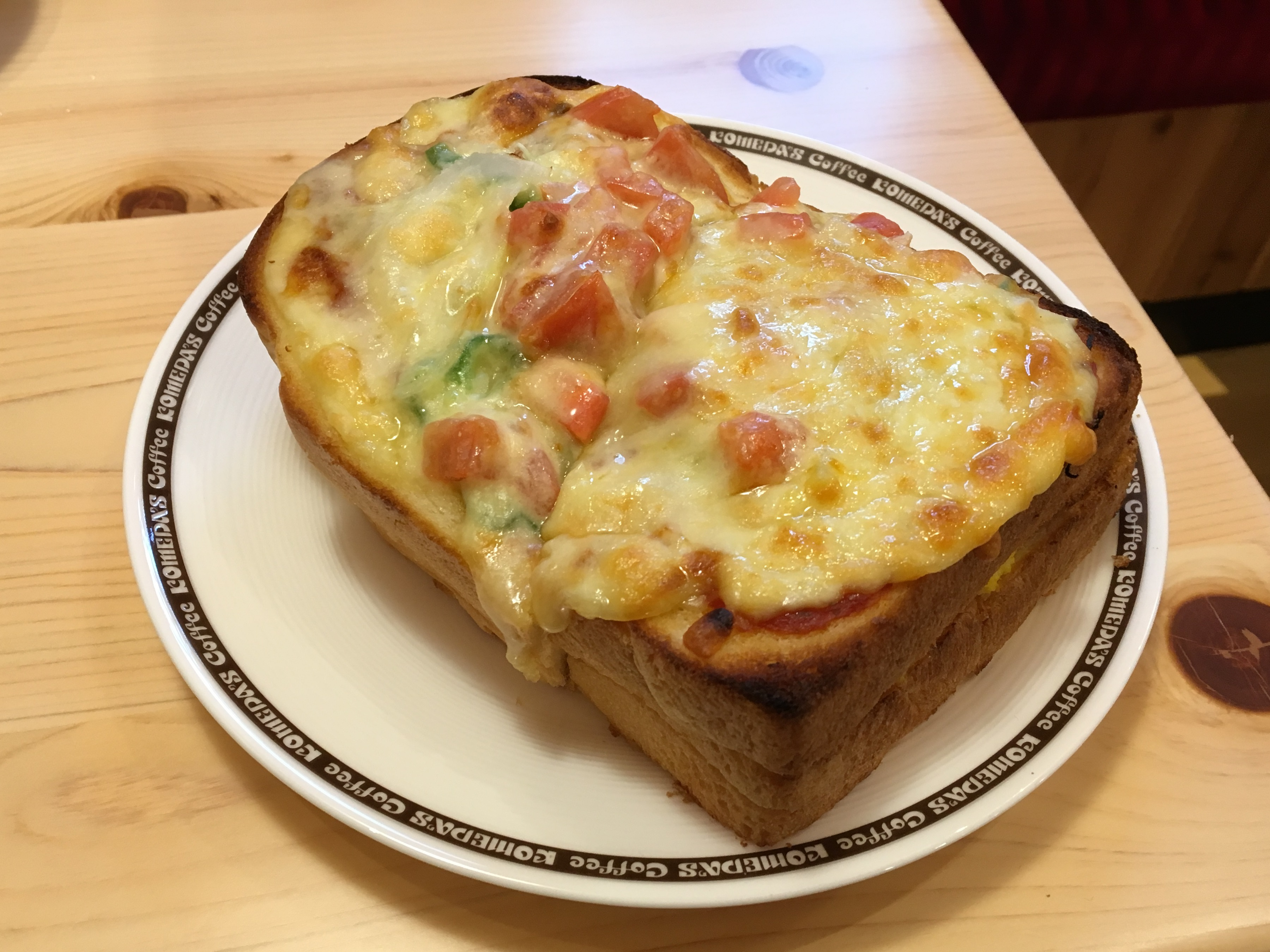
たっぷりたまごのピザトースト

- ハムサンド
- ポテサラサンド
- ミックスサンド
- ミニサンド

用いられる食パンを、通常状態のままにするかトーストした物にするかを選択可能。
トーストした場合は各々のパーツが大き目にカットされるため、一皿におけるサンドイッチの数自体は少なくなる。
- あみ焼きチキンホットサンド
- カツパン
- みそカツパン
- エビカツパン
- カツカリーパン

元々は、期間限定で発売されていた。
- トースト
- 小倉トースト
- ホットドッグ
- たっぷりたまごのピザトースト

かつての名称は「スクランブルエッグトースト」だった。
- コメダ特製ピザ
- コメチキ
- コメダグラタン
- ビーフシチュー
- ミニコメバスケット
- だいすきプレート（ドリンク付）
- 「名古屋名物」あんかけスパ
- 「喫茶店の王道」ナポリタン
- 「つぶつぶなめらか」めんたいクリーム

- 小倉トースト
- カツサンド
- たっぷりたまごのピザトースト

#### ドリンク（温・冷）
- ココア/アイスココア
- ジェリコ「元祖」
- ミックスジュース

螺旋状の蓋が付いた、ポット状の器を用いる（各種シェークなどにも用いられる）。
- サマージュース
- バナナジュース
- オレンジジュース
- シェーク（コーヒー、ストロベリー）

コーヒーシェークは、名古屋市中区錦にある喫茶店珈琲にしきの店主が発案したもの。店主は、コメダの創業メンバーだった。
- クリームソーダ

長靴の形をしたコップを用いる（他にもレモンスカッシュなどで用いられる。靴先に空気が入る時に内容物が噴出するため、飲む際には注意が必要である）。
- メロンソーダ
- 生レモンスカッシュ
- ミルク/アイスミルク

たっぷりサイズも存在する。
- アイスティー/紅茶（レモン・ミルク・ストレート）
- お伊勢さんの和紅茶「瑞」（ホット・アイス）
- コーラ
- コーンスープ

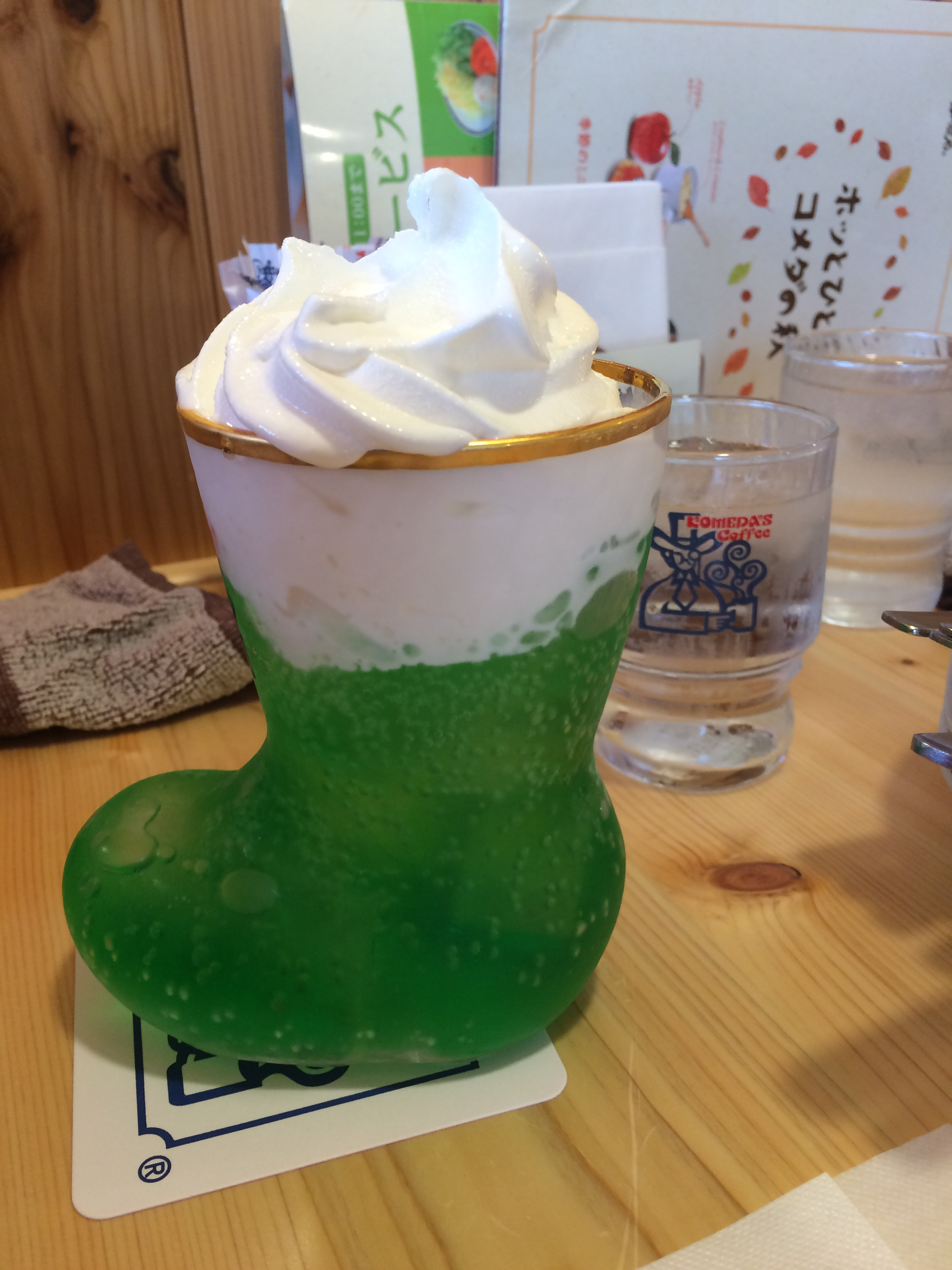
クリームソーダ

#### 大皿・サラダ
- ヒレカツ
- コロッケ
- ジャーマン
- エビフライ
- ヒレカツミニプレート
- ミニサラダ
- サラダバゲット

#### 過去に存在したメニュー
- ストロングコーヒー - 創業時のメニュー。
- ソフトコーヒー - 創業時のメニュー。
- カフェ・カプチーノ - 創業時のメニュー[注 6]。
- シナモンウイーン - 創業時のメニュー[注 6]。
- ルシアンコーヒー - 創業時のメニュー。
- ジュニア・ウインナー - 創業時のメニュー[注 6]。
- アイスドカフェアレキサンダー - 創業時のメニュー。
- シナモンコーヒー - 創業時のメニュー[注 6]。
- ハンバーガー[注 6]
- フルーツソルト[注 6]
- アイスクリーム
- プリンソフト[注 6]
- ジャマイカンサンデー
- アメリカンサンデー
- エッグバーガー - 2019年9月末日まで名称は、「エッグバンズ」だった。2022年4月27日を以って取り扱い終了[注 6]。
- コロッケバーガー - 2019年9月末日まで名称は、「コロッケバンズ」だった。2022年4月27日を以って取り扱い終了[注 6]。
- チリドッグ - 2022年4月27日を以って取り扱い終了[注 6]。
- ヤサイサラダ - 2022年4月27日を以って取り扱い終了。
- ハムサラダ - 2022年4月27日を以って取り扱い終了。
- エッグサラダ - 2022年4月27日を以って取り扱い終了。
- コメダスペシャル - 2022年4月27日を以って取り扱い終了。
- アイス・ド・ティーフロート - 2022年4月27日を以って取り扱い終了[注 6]。
- カルピス - 2022年4月27日を以って取り扱い終了[47]。
- トマトジュース - 2022年4月27日を以って取り扱い終了。
- ミルクセーキ - 2022年4月27日を以って取り扱い終了。
- コロッケミニプレート - 2022年4月27日を以って取り扱い終了。
- アゲ盛ミニプレート - 2022年4月27日を以って取り扱い終了。
- 豆乳オーレ - 2023年8月に販売休止の末、2024年4月22日を以って取り扱い終了。
- アイス豆乳オーレ - 2023年8月に販売休止の末、2024年4月22日を以って取り扱い終了。
- 小豆小町 葵 - 2024年4月22日を以って取り扱い終了。
- 小豆小町 桜 - 2024年4月22日を以って取り扱い終了。
- 小豆小町 菫 - 2024年4月22日を以って取り扱い終了。
- 小豆小町アイス 葵 - 2024年4月22日を以って取り扱い終了。
- 小豆小町アイス 桜 - 2024年4月22日を以って取り扱い終了。
- 小豆小町アイス 菫 - 2024年4月22日を以って取り扱い終了。

### ギャラリー

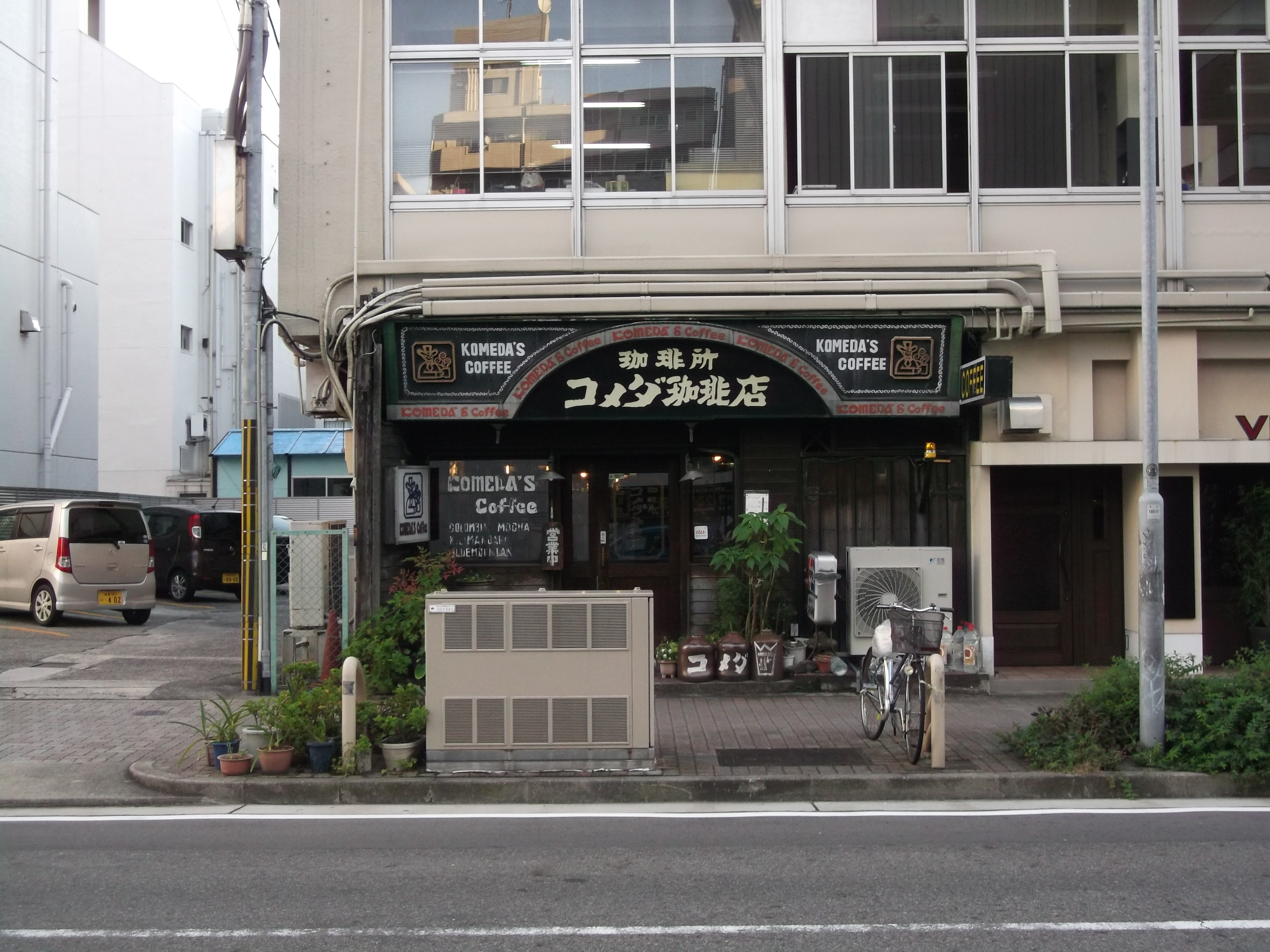
コメダ珈琲 高岳店 （1972年11月開業の店舗[48]）
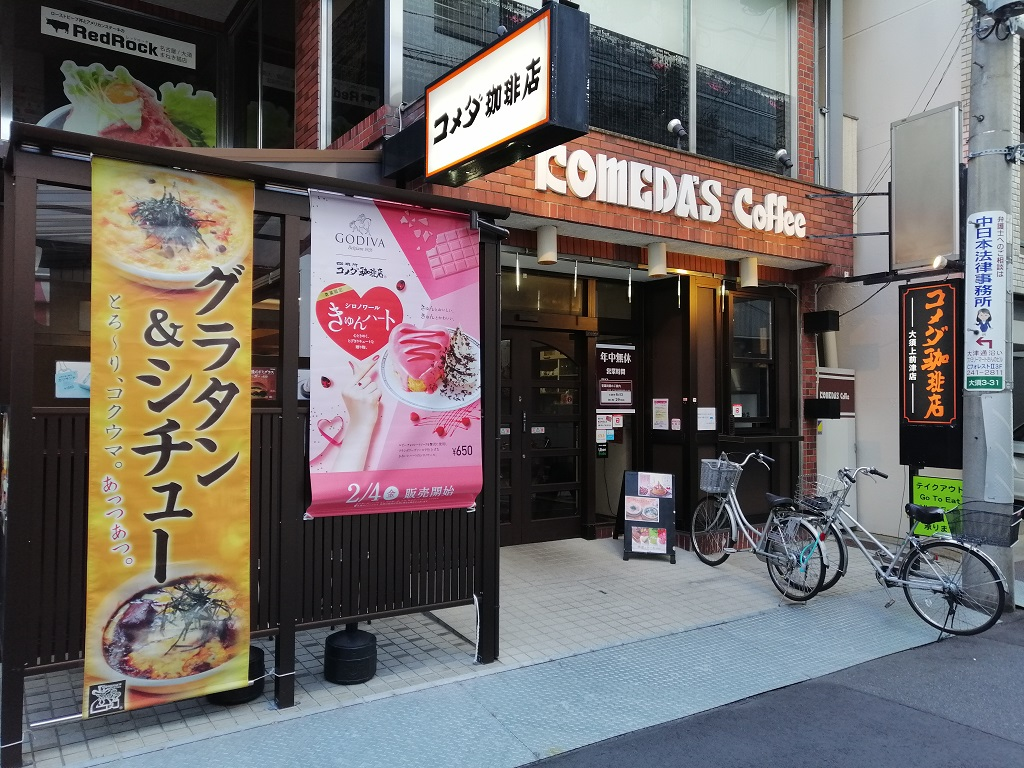
コメダ珈琲 大須上前津店
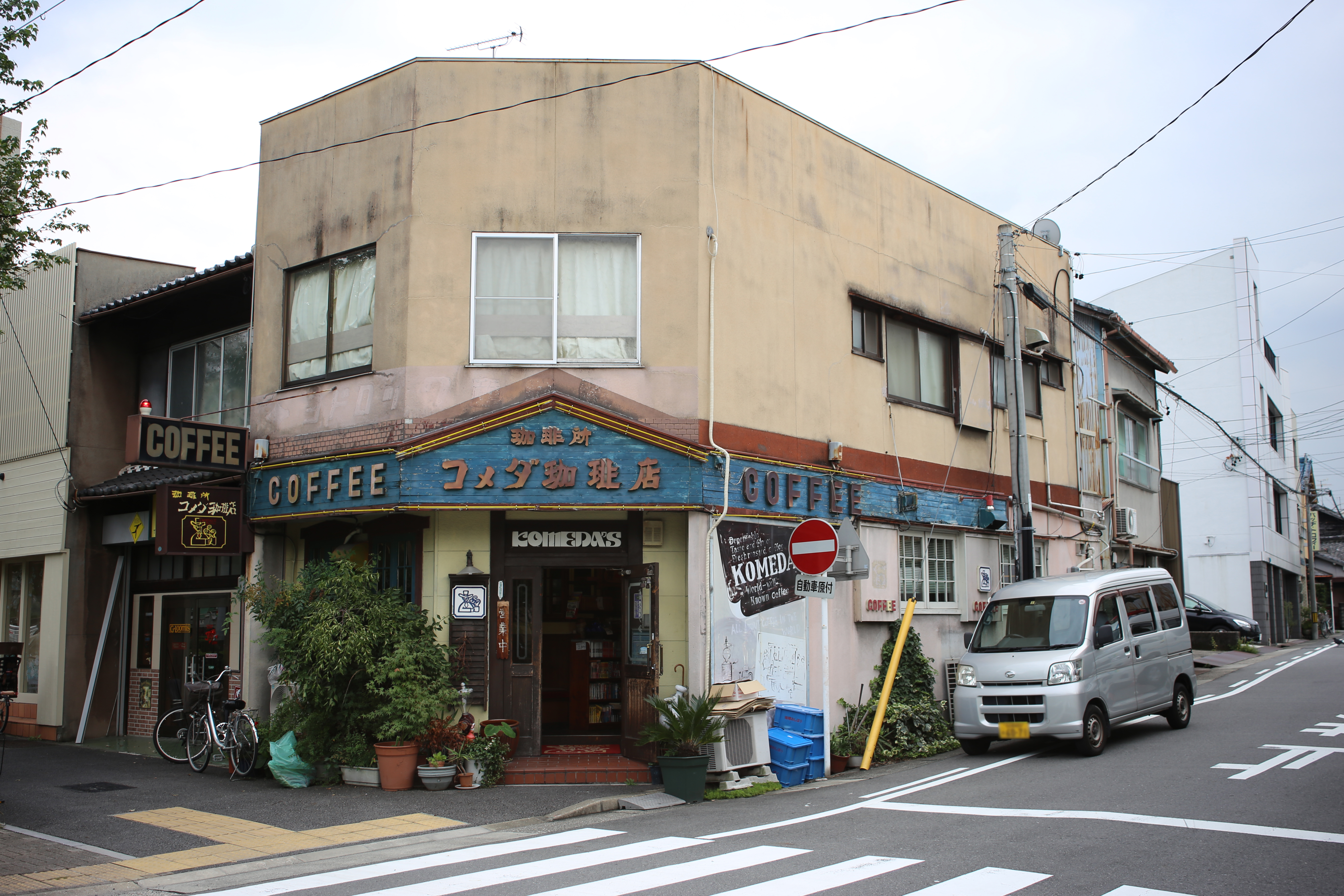
コメダ珈琲 東郊通店
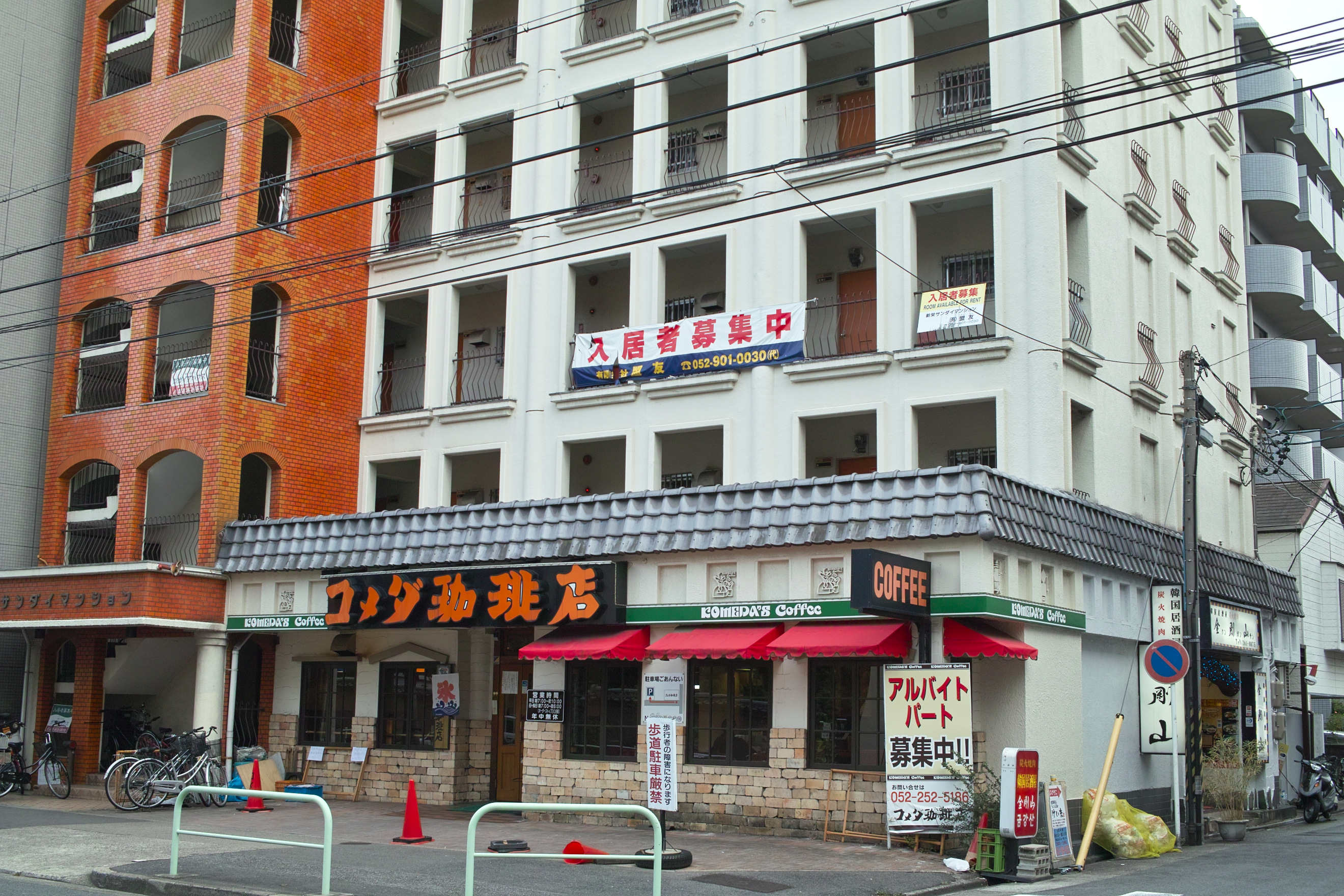
コメダ珈琲 新栄店
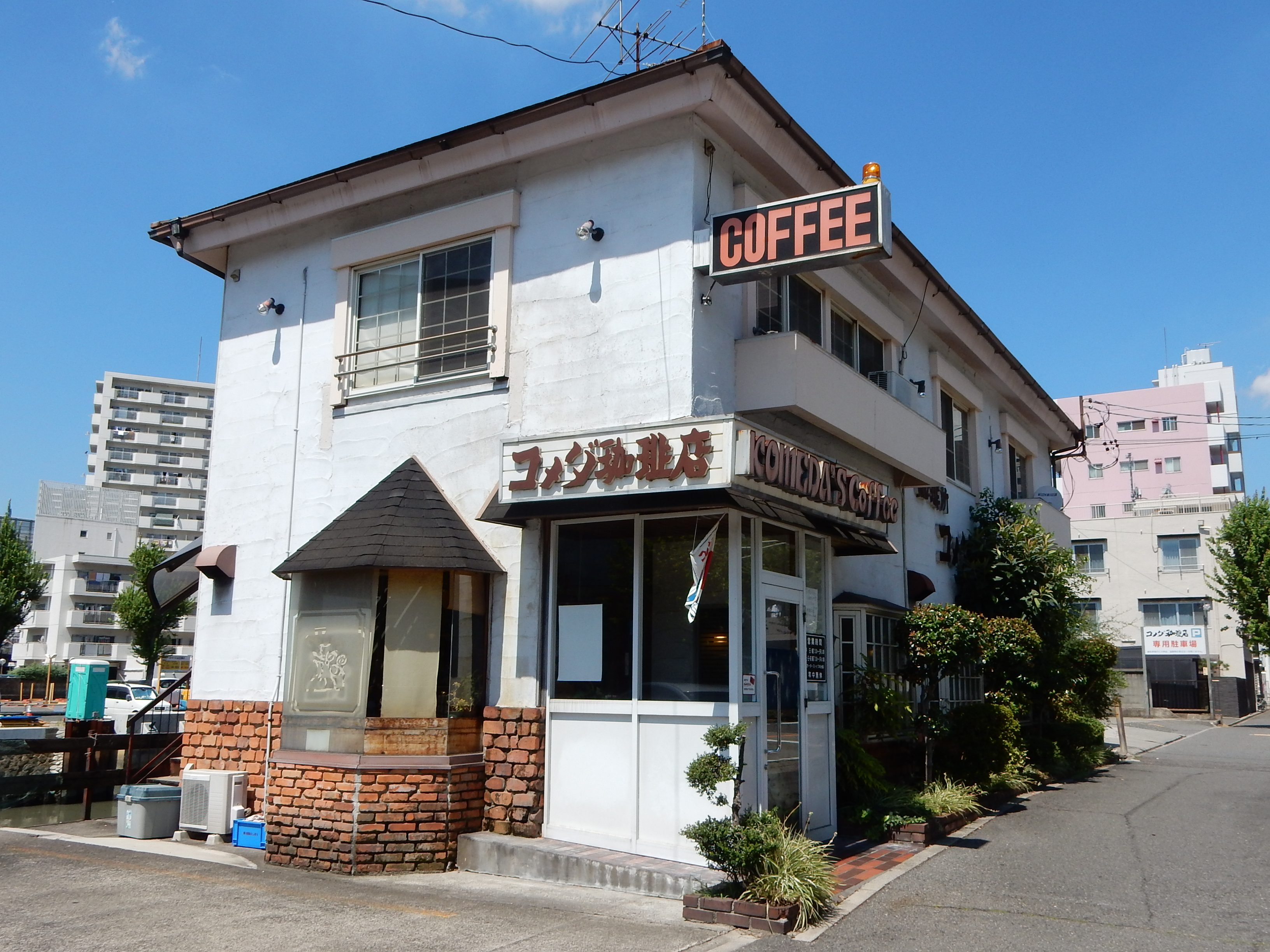
コメダ珈琲 正木店 （2020年3月15日閉店[49]）
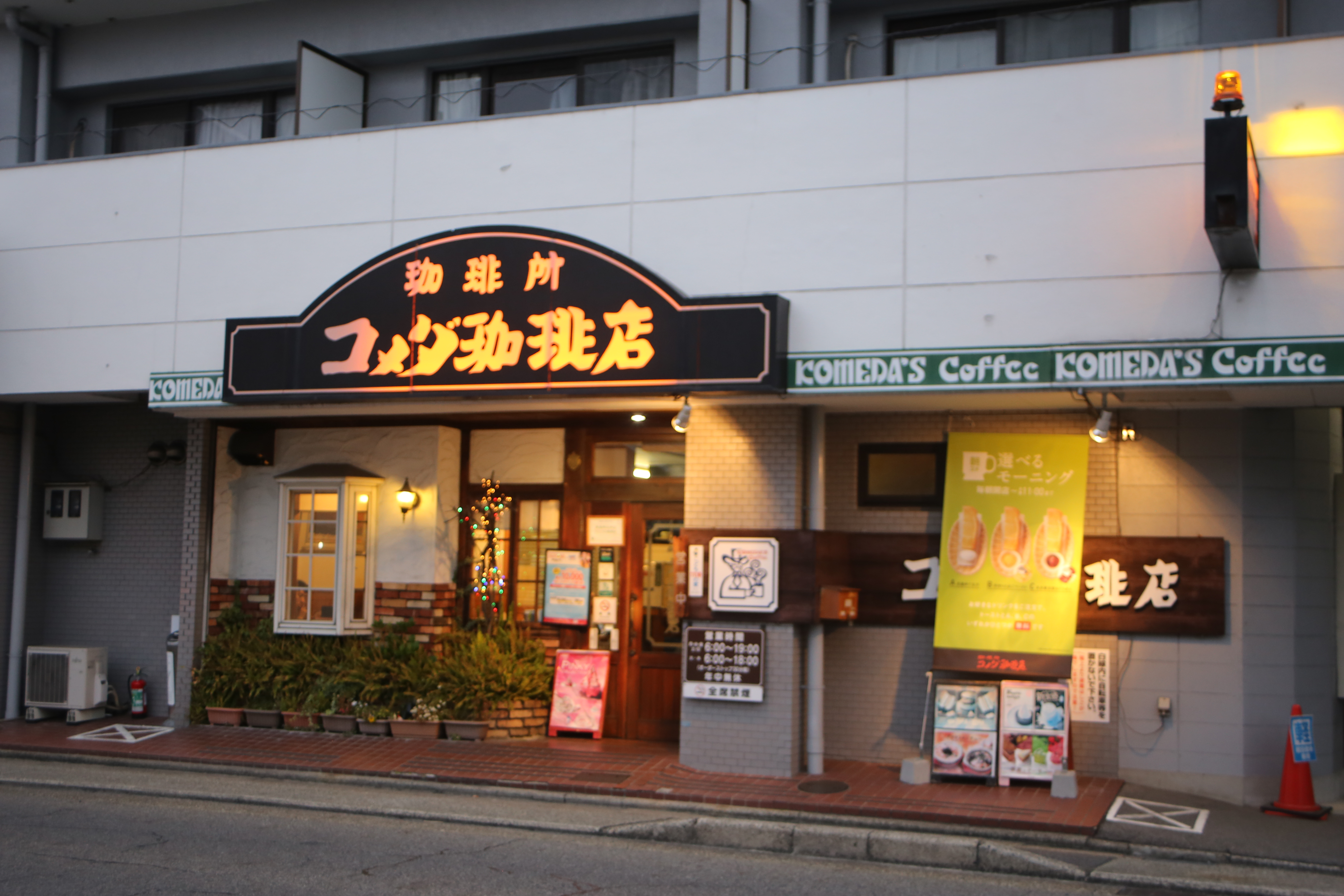
コメダ珈琲 庄内通店
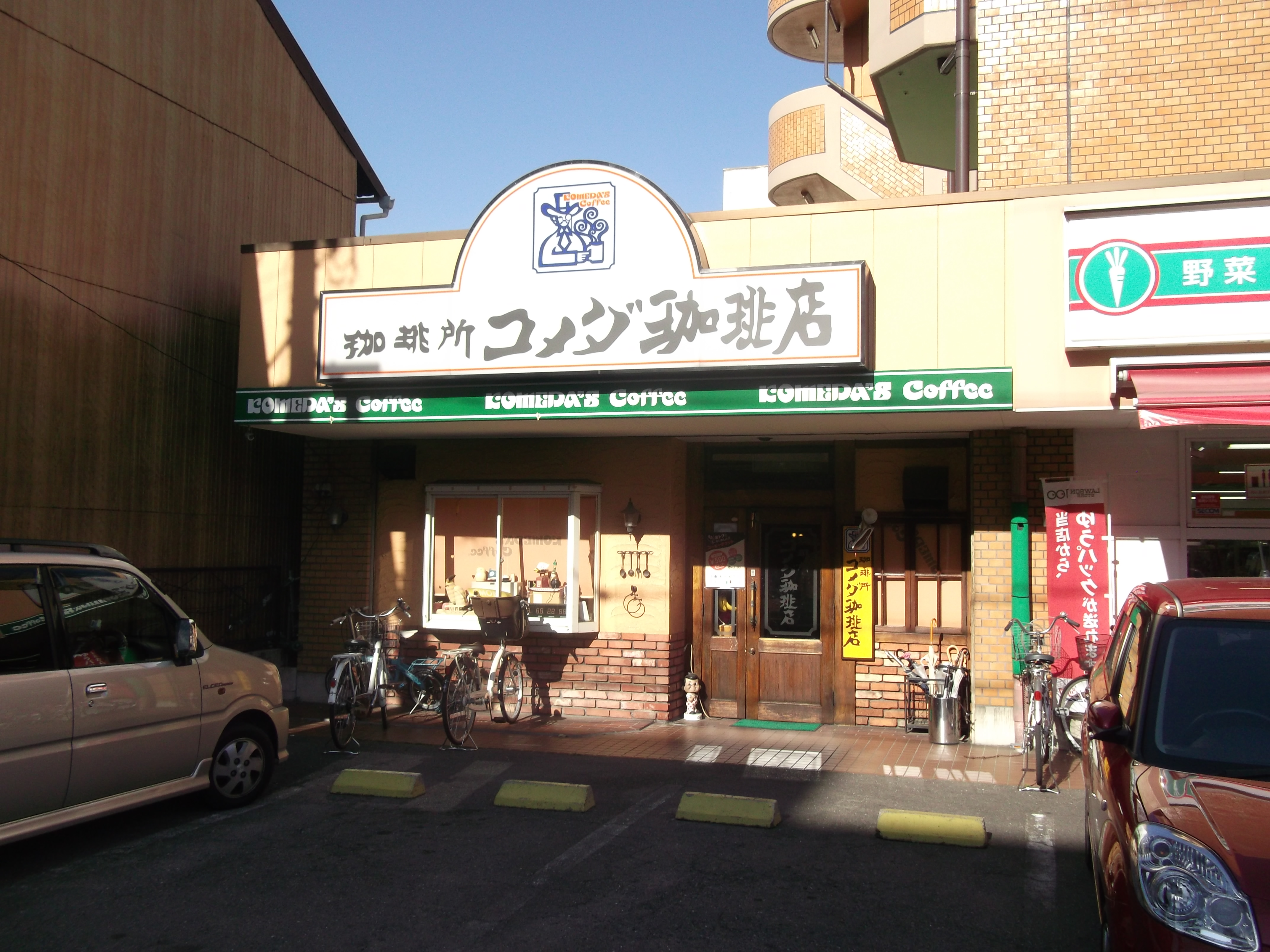
コメダ珈琲 堀田店
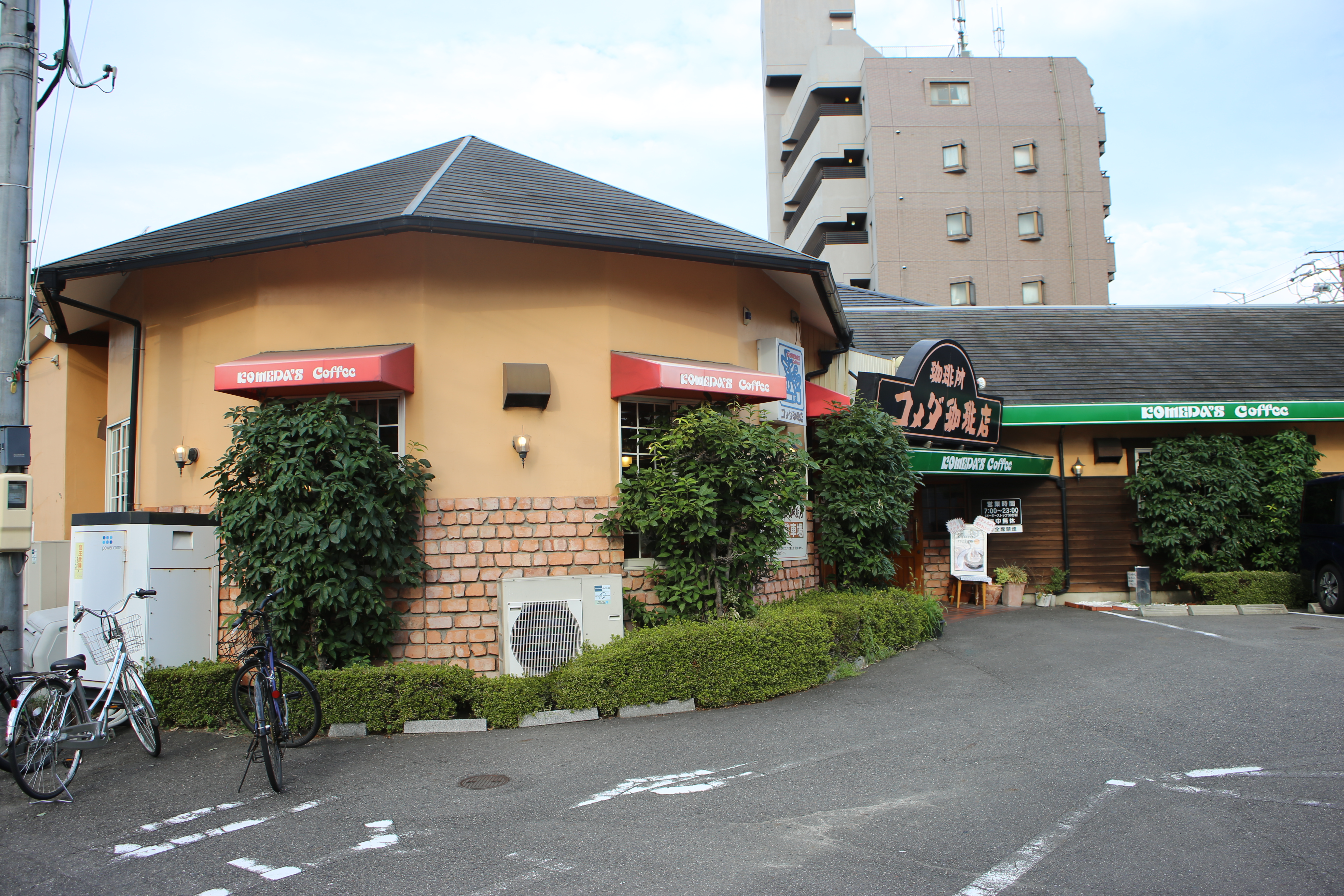
コメダ珈琲 児玉店
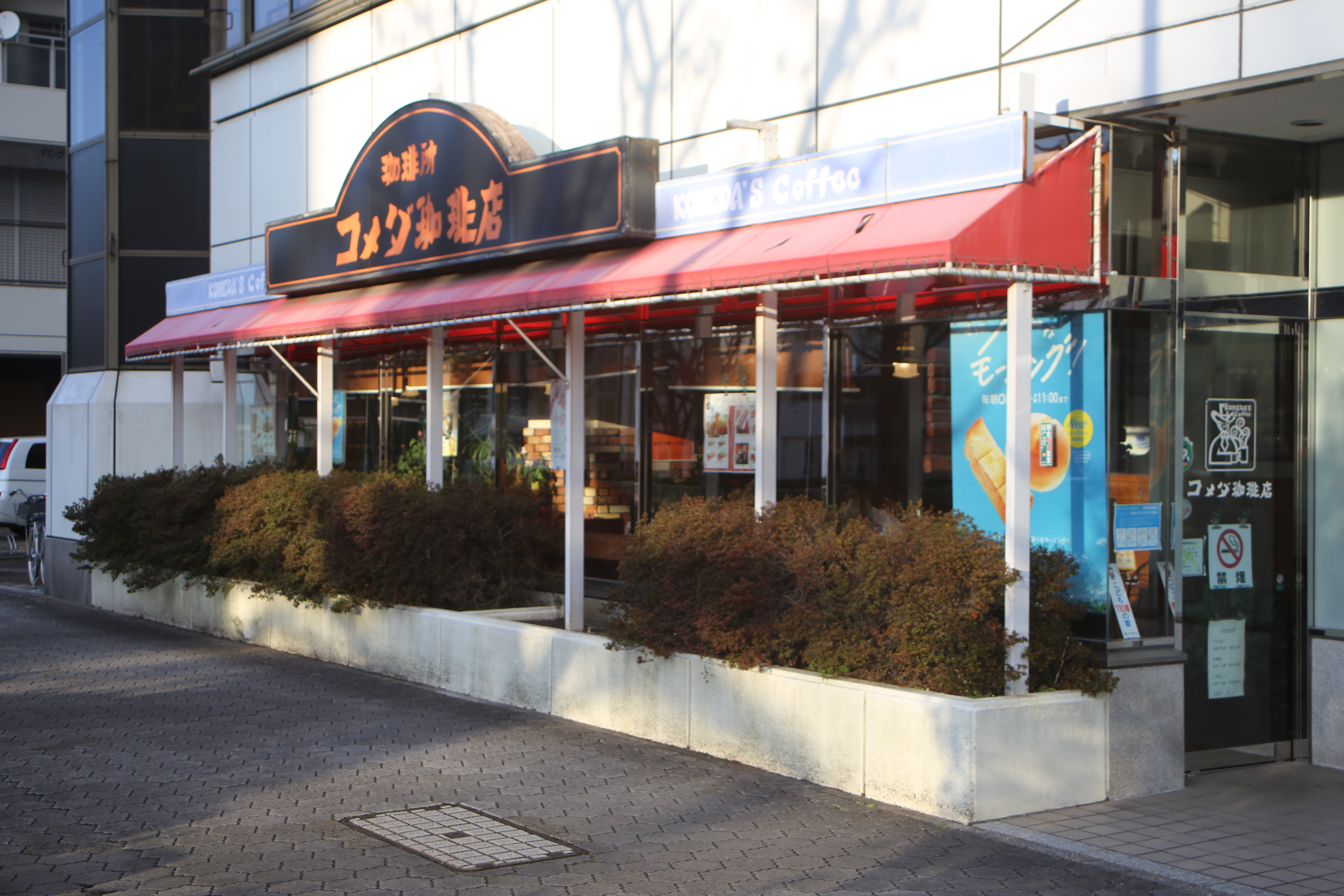
コメダ珈琲 港店
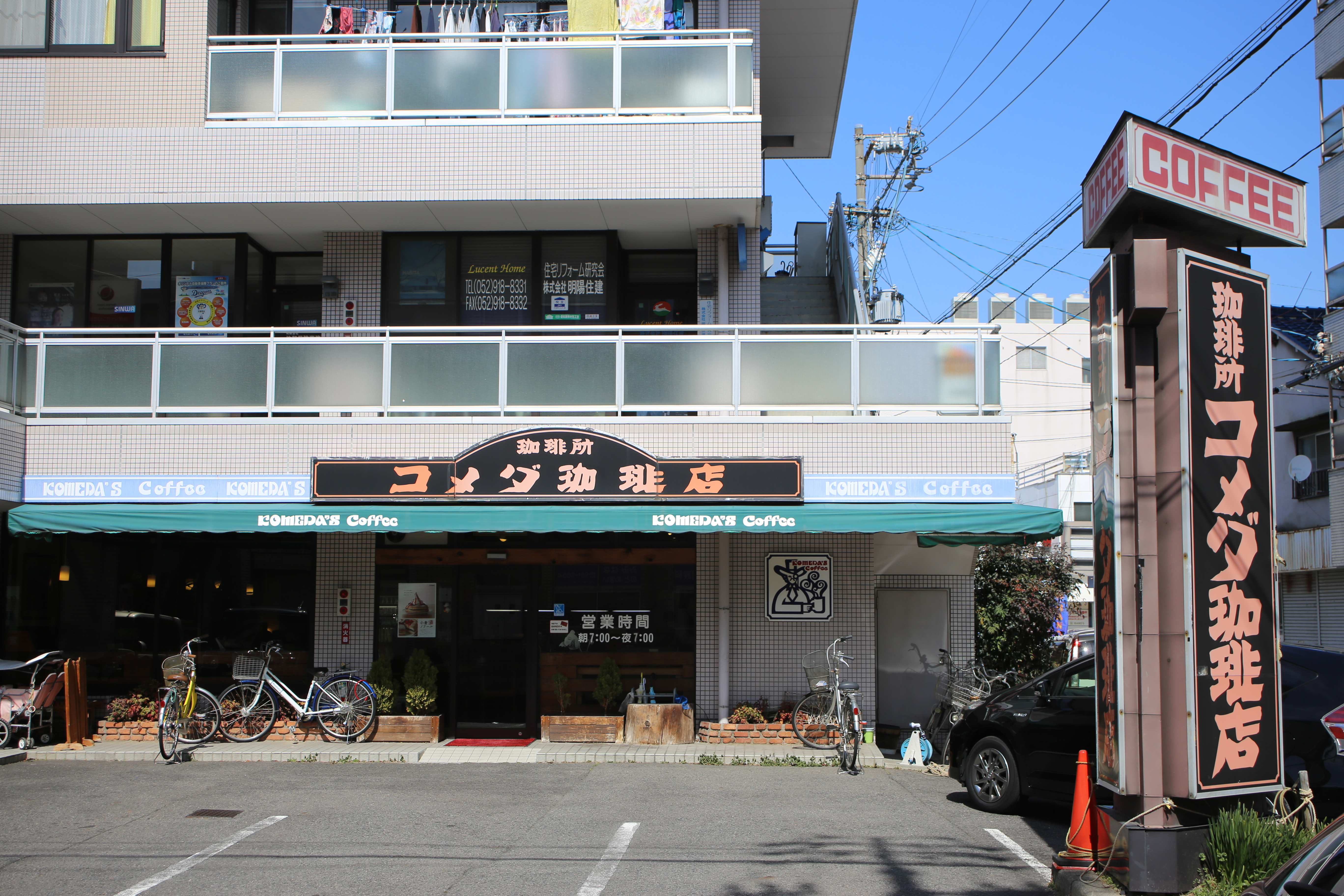
コメダ珈琲 城北店
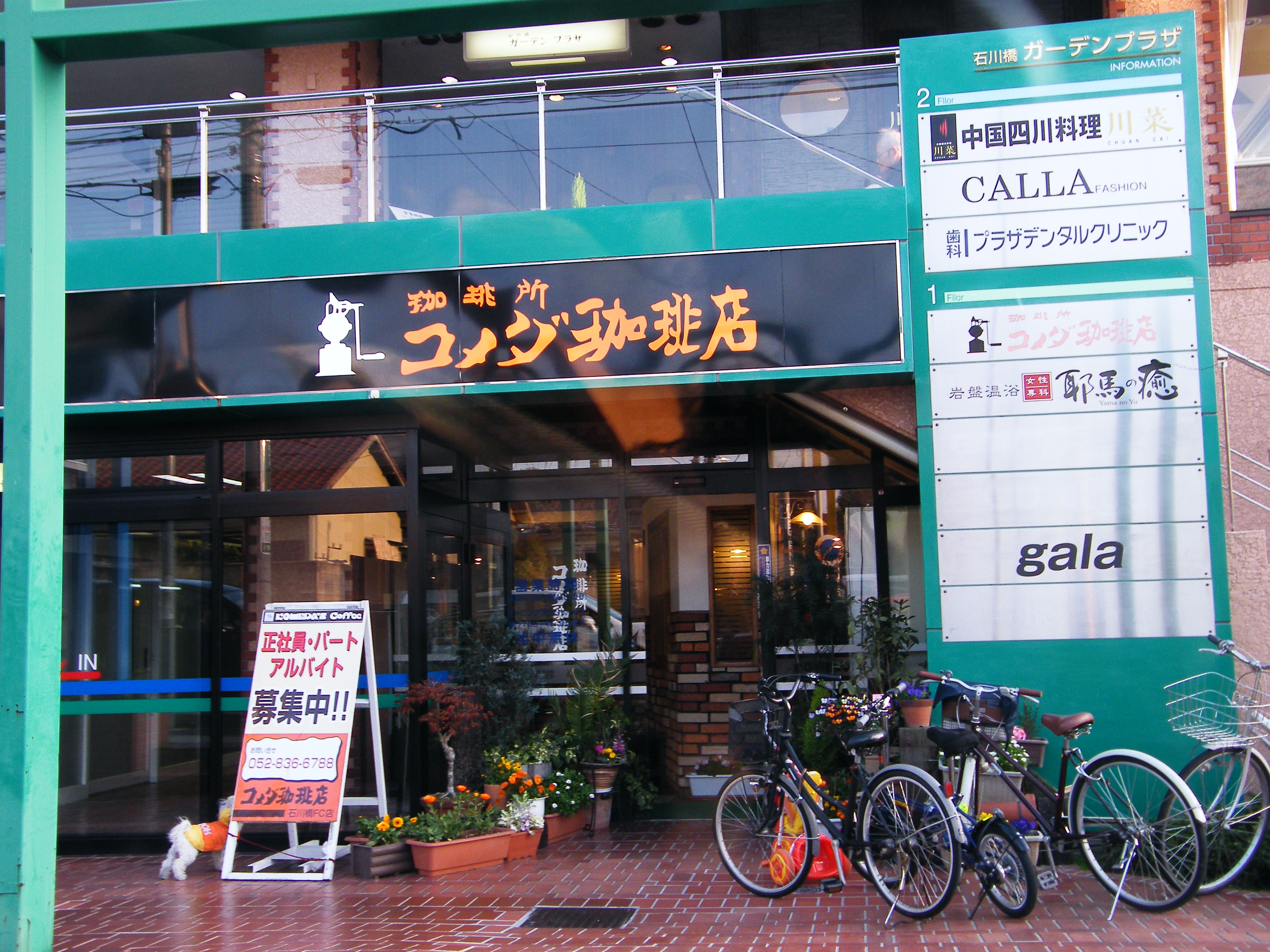
コメダ珈琲 ガーデンプラザ店 (後に石川橋店、2013年11月閉店)
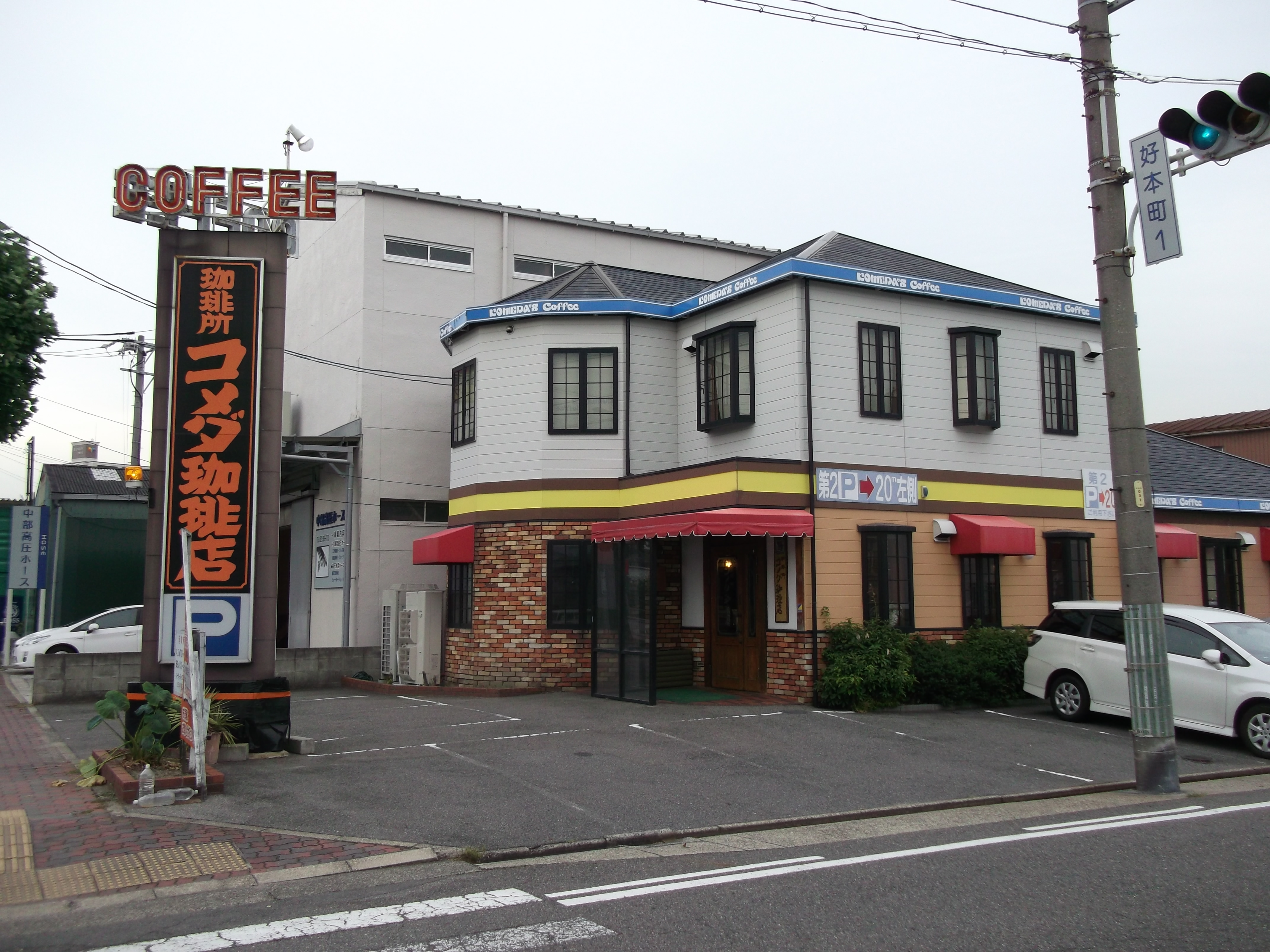
コメダ珈琲 四女子店 （2023年4月28日閉店)
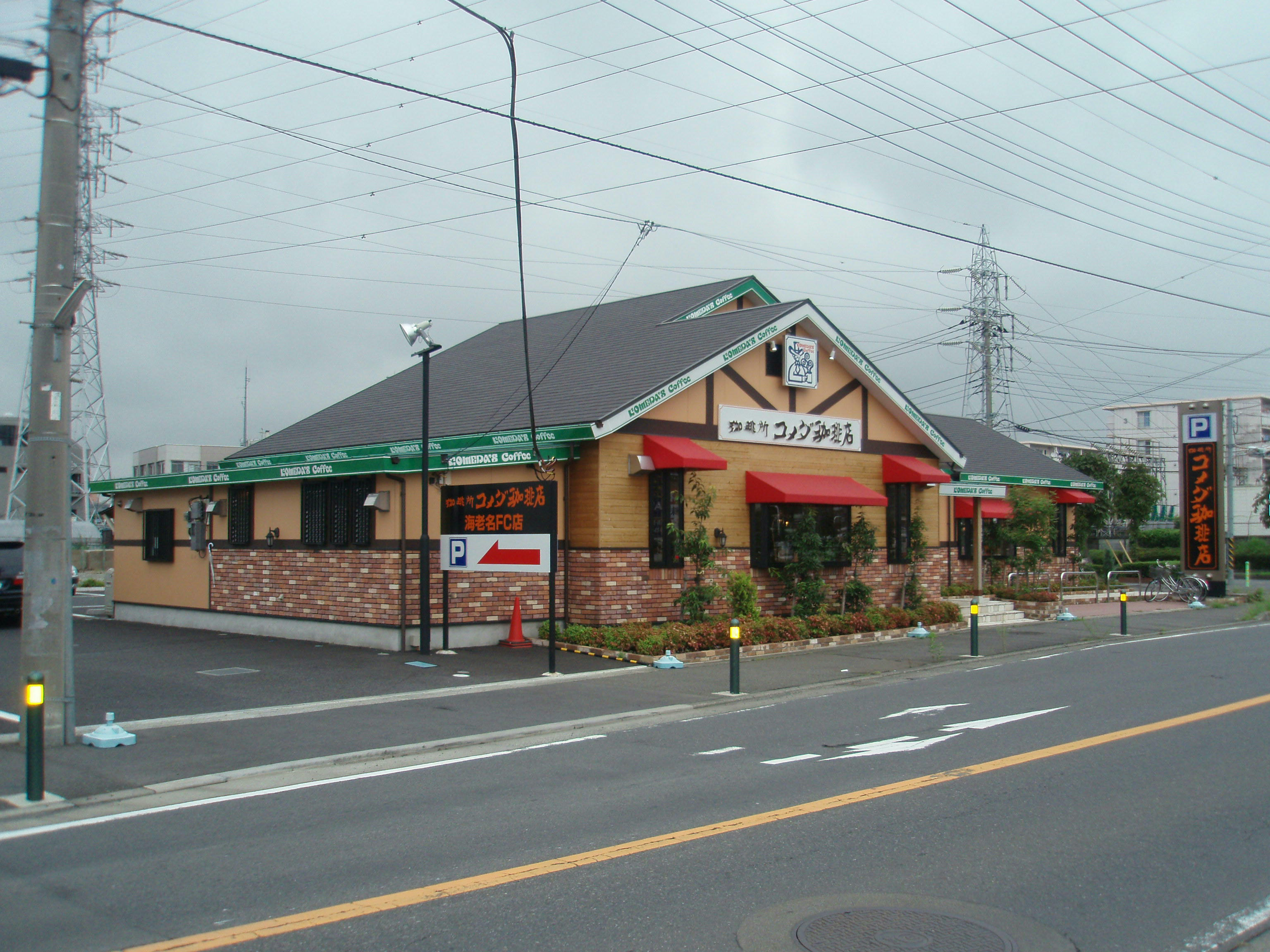
コメダ珈琲 海老名大谷店
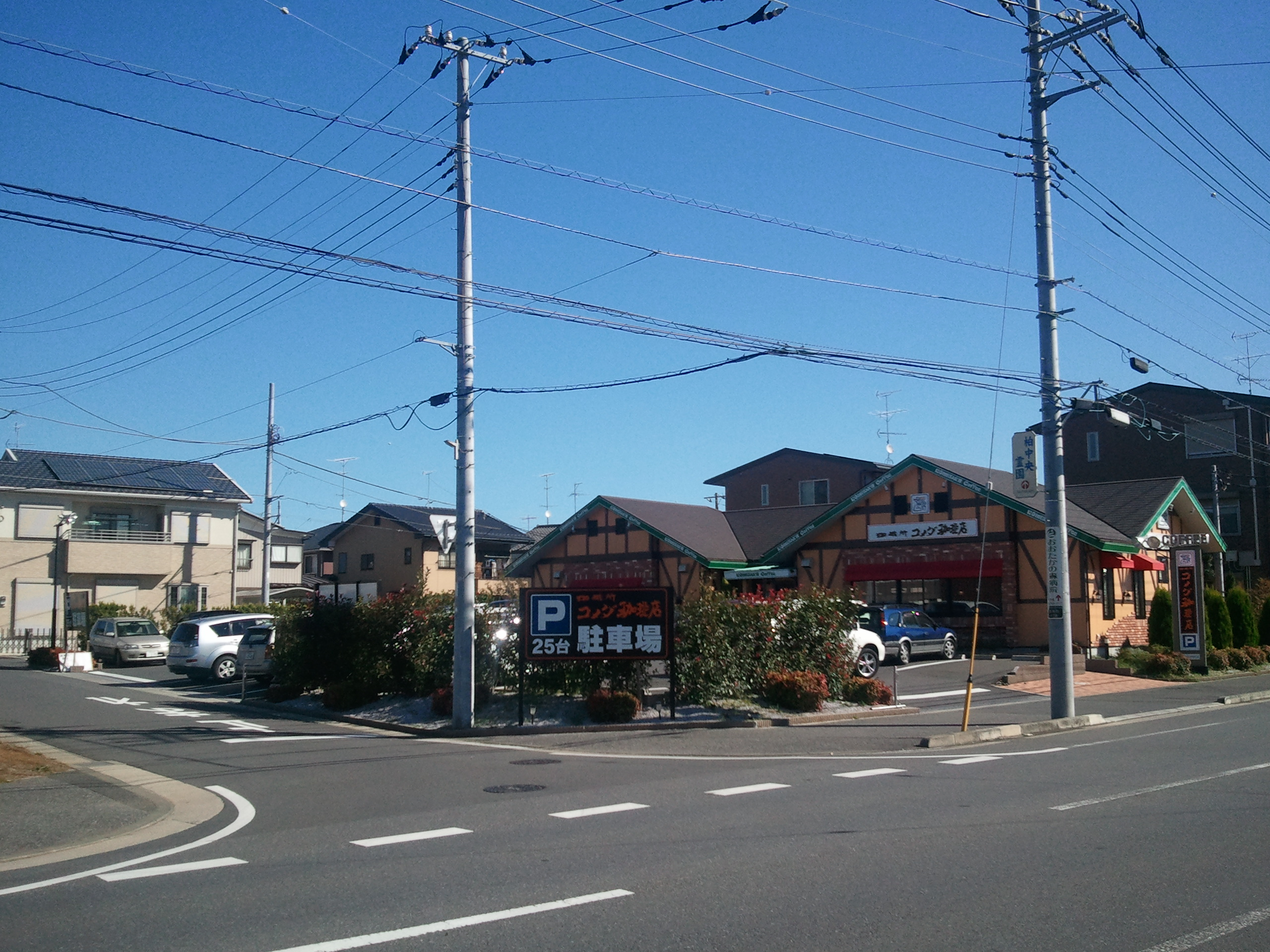
コメダ珈琲 流山おおたかの森店
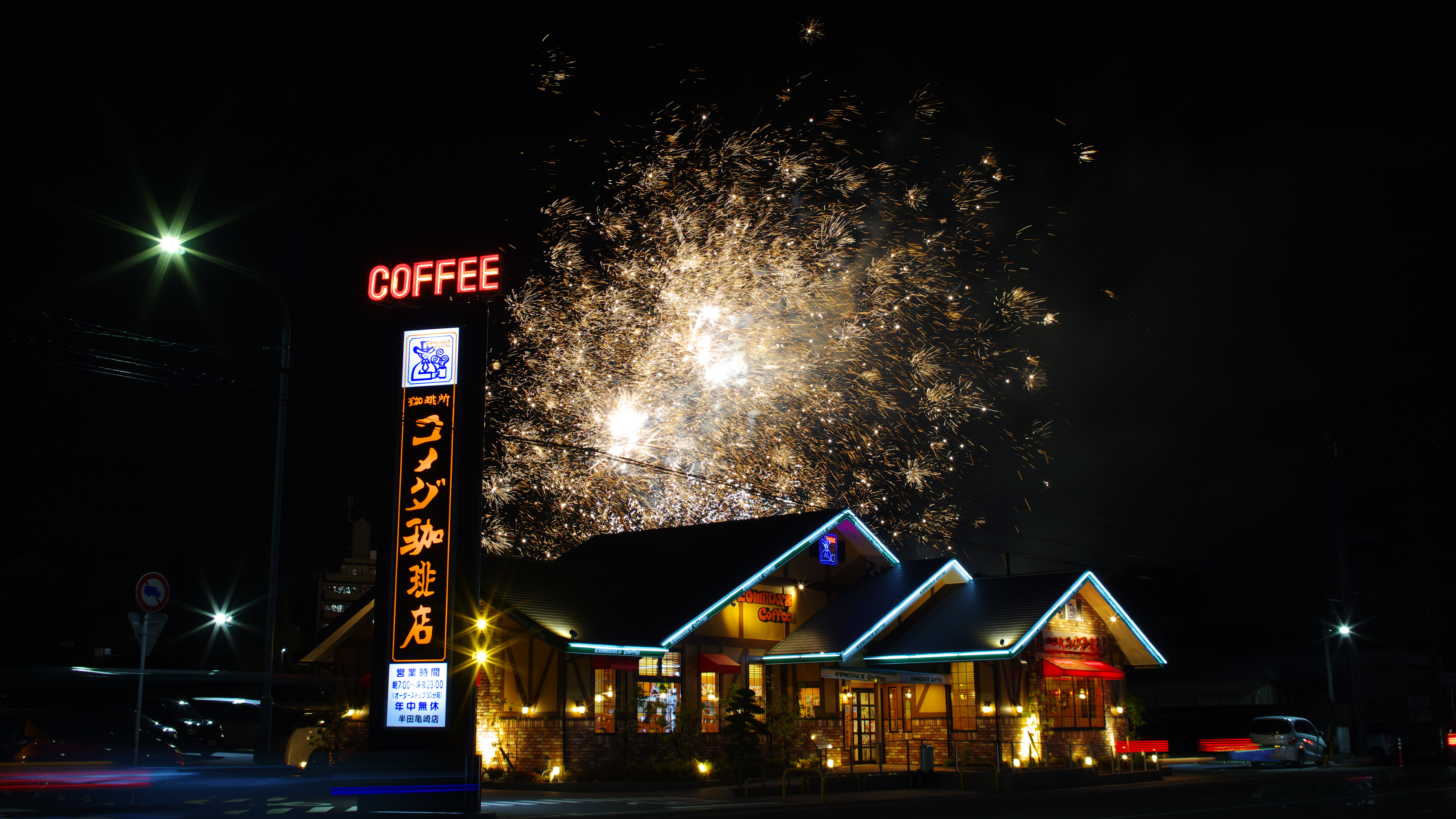
コメダ珈琲 半田亀崎店

## おかげ庵

甘味喫茶おかげ庵 茶屋ヶ坂店

『おかげ庵』（おかげあん）は、株式会社コメダが運営する和風喫茶店チェーンで、コメダ珈琲店の姉妹ブランドである。第1号店は1999年2月に名古屋市千種区で開業した茶屋ヶ坂店で、開業間もない頃は「甘味喫茶 おかげ」と称していた。
店舗は2024年2月現在、名古屋市に8店舗、長久手市に1店舗、東京都世田谷区に1店舗、神奈川県横浜市に2店舗、大和市に1店舗の計13店が存在する。
2017年1月31日に関東地方へ出店した際、コメダの業態店であることを強調するため、『甘味喫茶 おかげ庵』から『コメダ和喫茶 おかげ庵』（コメダなごみきっさ おかげあん）に変更している。
2023年2月20日、名古屋市瑞穂区のコメダ珈琲店本店に隣接して本店が開業した。

### メニュー（おかげ庵）
甘味喫茶を謳っているものの、甘味以外にも各種フード、ドリンク、デザートとメニューは多岐にわたる。コメダ珈琲店と同じブレンド珈琲を中心とする喫茶店メニューと、甘味処メニュー、及び和洋のいいとこどりをしたオリジナルメニューで構成される。
ドリンクとしては、コーヒーやカフェオーレ、クリーム珈琲（アイスコーヒーの上にソフトクリームの乗った物）、紅茶、ココア等のほか、グリーンティー、グリーンティフロート、抹茶オーレ、抹茶シェイクなど抹茶系オリジナルドリンクを揃えている。抹茶や煎茶といった日本茶も提供している。きなこをつかったきなこオーレなど、コメダ珈琲店にもないユニークなオリジナルドリンクも存在している。
フードで人気なのはレトロスパゲッティで、熱々の鉄板に流し込まれたとき卵にナポリタンをからめ、これにパルメザンチーズやタバスコ・ウスターソースをお好みでかけて食べるものである。このほかのフードメニューとしては、カレーうどん、うどん、そば、ちからうどん、ちからそば、雑煮、雑炊、おにぎり、焼茶漬け（焼おにぎりのお茶漬け）等をそろえている。
デザートとしては、ぜんざい（冷・熱）（栗・クリーム）やあんみつ（抹茶・バニラ・ミックスクリームあんみつ）、みつまめ（クリームみつまめ）、わらび餅といった和風デザートがある。また、パフェ（抹茶・チョコレート・フルーツヨーグルトパフェ、おかげ庵特撰おもてなしパフェ）や各種のトッピングと味の組み合わせが楽しめるソフトクリーム、抹茶寒天ソフトという和洋折衷の独自のデザートもある。おかげ庵特撰おもてなしパフェは、抹茶スムージーに手作り抹茶寒天ゼリー、抹茶アイス、わらび餅、白玉等のオリジナル特製素材がふんだんに盛り込まれたパフェだが、ほかにも隠し味の仕掛けや、黒蜜ときなこを好みで自由にトッピングして食べられるなど、ユニークな要素が多く、新発売以降話題となっている。さらに、「お茶の子」と呼ばれる、季節ごとの和菓子やユニーク茶菓子、珈琲にも抹茶にも合う菓子など、常時数種類のお菓子を備えている。また、一年中を通してかき氷（せんじ・宇治・黒蜜・小倉）（ミルク・クリーム・ミルククリーム）を提供している。
人気のデザートはコメダ珈琲店でもシロノワール（ミニシロノワール）だが、コメダ珈琲店で使用するソフトクリームとは異なった乳脂肪分が多いものを使用しているほか、コメダ珈琲店では提供されない抹茶ソフトクリーム、抹茶とバニラの両方を楽しめるミックスソフトクリームを提供している。シロノワールに黒蜜をかけて食べられる点もおかげ庵ならではである。また、ころんぱんシリーズとして、ふわふわの抹茶パンにあんこをつけて食べる抹茶ころんぱんや、黒糖ころんぱん、季節に応じて桜ころんぱんなど、茶菓子にも食事にもなり、珈琲にも抹茶にも合うオリジナルのパンが展開されている。
このほか、焼き台を使い、卓上で自分で好みに焼いて食べることができるいそべ餅や醤油だんご、きなこだんご、あんこだんご、味のバラエティのあるだんご三昧といった焼き物メニューが個性の一つとなっている。
セットメニューとして、甘味ラインアップから2種を選べるダブル甘味セット、各種ドリンクと選べる甘味のドリンクセット、うどん・そば等と甘味のお食事セット、ハーフサイズのかき氷とドリンクのハーフ氷セット、といった各種の多様な選択肢があるセットメニューを提供している。
モーニングサービスとして、ドリンク料金のみを支払えば、ドリンクにトーストと卵がついてくるコメダ珈琲店と同様のサービスのほか、トーストと卵のかわりにころんぱんとあんこの組み合わせ、または煎茶や抹茶とお茶の子各種から1品の組み合わせ、の3パターンの中から選ぶことができる。

## 高級喫茶 吉茶
『高級喫茶 吉茶』（こうきゅうきっさ きっちゃ）は、株式会社コメダが実験的店舗として直営していた高級指向の喫茶店。コメダ珈琲店本店（上山店）に隣接して2005年2月から2013年2月28日まで営業した。小学生以下は入店出来なかった。当初は靴を玄関で預けていたが、後に靴のまま上がるようになった。接客係がテーブル席へ案内したが、基本的に客が好きな席を選ぶことができた。全席、様々なソファ席になっており、好みのソファーで静かに寛ぐことができた。コーヒー一杯1,200円より各種。

## BAKERY ADEMOK
『BAKERY ADEMOK』（ベーカリー アデモック）は、株式会社コメダが運営するベーカリー型の店舗。2019年10月に1号店の南風原店が沖縄県南風原町にオープンした。店名のADEMOKは「KOMEDA」を逆さに呼んだもの。開業当初は『石窯パン工房 ADEMOK』（いしがまパンこうぼう アデモック）と称していた。
販売するパンは生地作りから焼き上げまでを一貫して行うスクラッチ方式によって作られており、焼き上げにはスペイン製の石窯を使用している。店内にはイートインスペースが用意されており、パンの他にセルフサービスのコーヒーも販売している。なお、南風原店は沖縄県内のコメダ珈琲店にパンを供給するパン工場としての役割も担っている。

## KOMEDA is □
『KOMEDA is □』（コメダイズ）は、株式会社コメダが運営する、プラントベース（植物由来）の原材料を100%使用する新業態ブランドの店舗。2020年7月15日に1号店の東銀座店が東京・東銀座にオープンした。店舗名の“□”は「コメダで過ごす時間にお客さまが感じる、魅力や価値」を表している。

## おむすび 米屋の太郎
『おむすび 米屋の太郎』は、株式会社コメダが運営する、おむすびの新業態ブランドの店舗。
2025年2月22日に新宿センタービルでオープンした。

## ジェリコ堂
ゼリー入りのドリンク「ジェリコ」の専門店で、テイクアウト専門の業態。2024年10月に香港で1号店が開業、2025年4月3日に国内1号店「ジェリコ堂 栄オアシス21店」を名古屋市に開設した。ゼリー入りドリンク25種類とホイップクリーム3種類を組み合わせてカスタムでき、トッピングが4種類ある。同月24日には三重県内のサービスエリアで2号店を開設する予定で、小規模な立地や主力の喫茶業態とは違う立地への展開をしていく計画である。

## 備考
- コンピュータボードゲーム「桃太郎電鉄シリーズ」で、2009年発売の『桃太郎電鉄2010 戦国・維新のヒーロー大集合!の巻』より名古屋の物件の1つとして「コメダ珈琲店」の名で登場している[61]。
- 2013年6月16日放送のTBSテレビ『がっちりマンデー!!』で、コメダ珈琲店の特集が組まれた[62]。
- 2012年7月26日放送のテレビ東京『日経スペシャル カンブリア宮殿』「"名古屋流"で急成長！ 客殺到の喫茶店チェーンの秘密」で、当時の代表執行役社長だった安田隆之が出演[63]。2020年12月3日放送の同番組「個店主義に客が殺到！ 全国制覇を実現させたコメダ珈琲店の新戦略」で、当時のコメダホールディングス社長だった臼井興胤が出演[64]。
- 岐阜県土岐市にあった『ナカダ珈琲店』は、2009年3月25日に閉店したコメダ珈琲店土岐泉店の建物をそのまま利用して開店した。看板の配色も「青地に黄色の文字」で、コメダの「黒地にオレンジの文字」に似た色合いになっており、カタカナ3文字の屋号と相俟って、一見するとコメダ珈琲店と非常に酷似した外観となっていた。しかし、メニューにはご飯もの・パスタ・焼そば等の軽食や定食類といった、コメダでは扱われていない料理もあった。2018年1月30日を以って閉店し、現在は『KURO珈琲 土岐店』として同年8月3日より営業している。この店舗以外にも、かつてはコメダ珈琲店だった建物をそのまま別の喫茶店として営業する例はある。
- Nintendo Switch用ゲームソフト『あつまれ どうぶつの森』向けに、コメダ珈琲店オリジナルマイデザインの無料配布[65]、コメダ島の公開が行われている[66]。